# St. Georgen (Bayreuth)

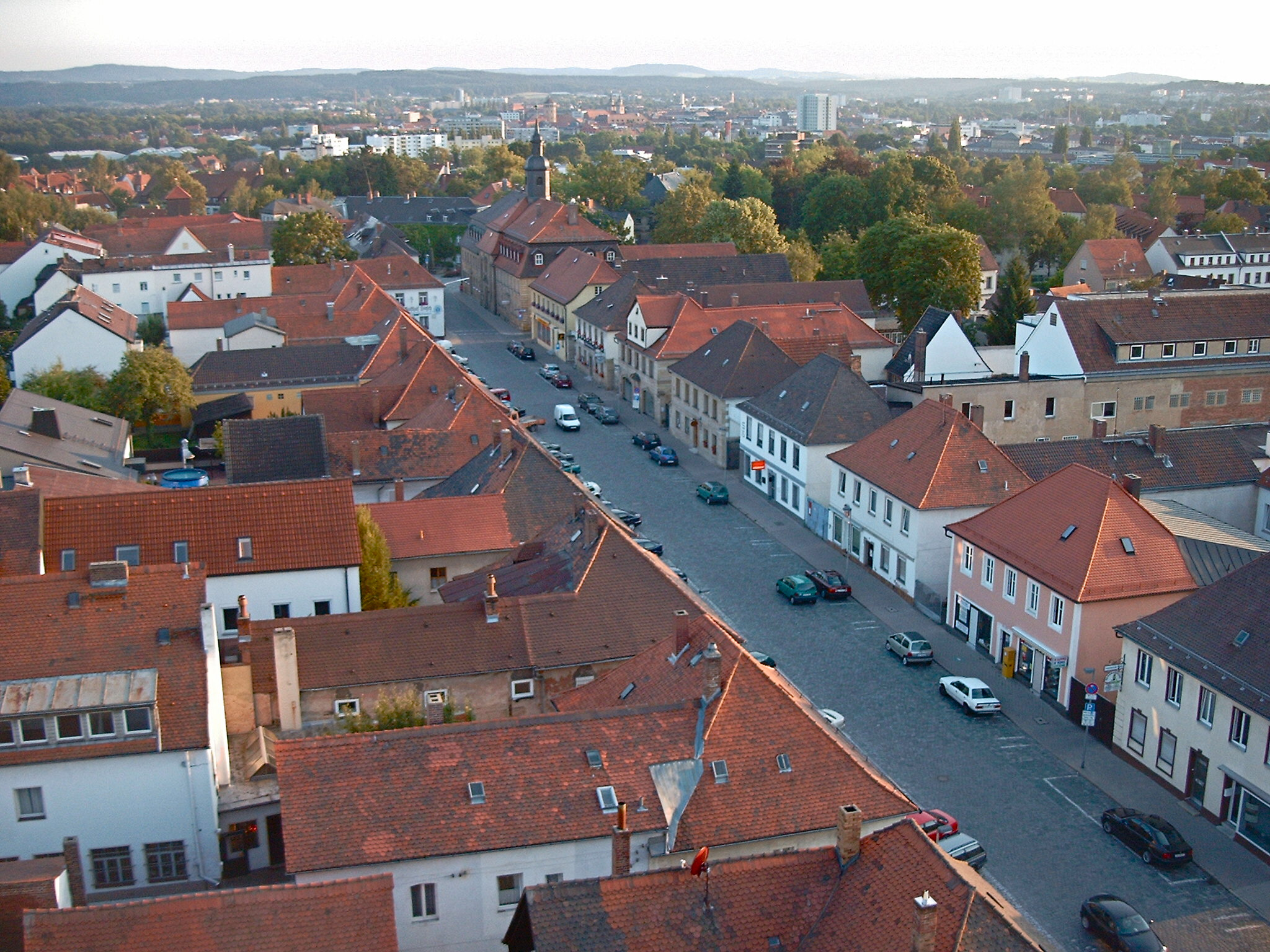
Blick von der Ordenskirche auf die Straße Sankt Georgen mit den Typenhäusern

St. Georgen ist eine ehemalige Stadt und seit 1811 ein Stadtteil von Bayreuth.

## Lage

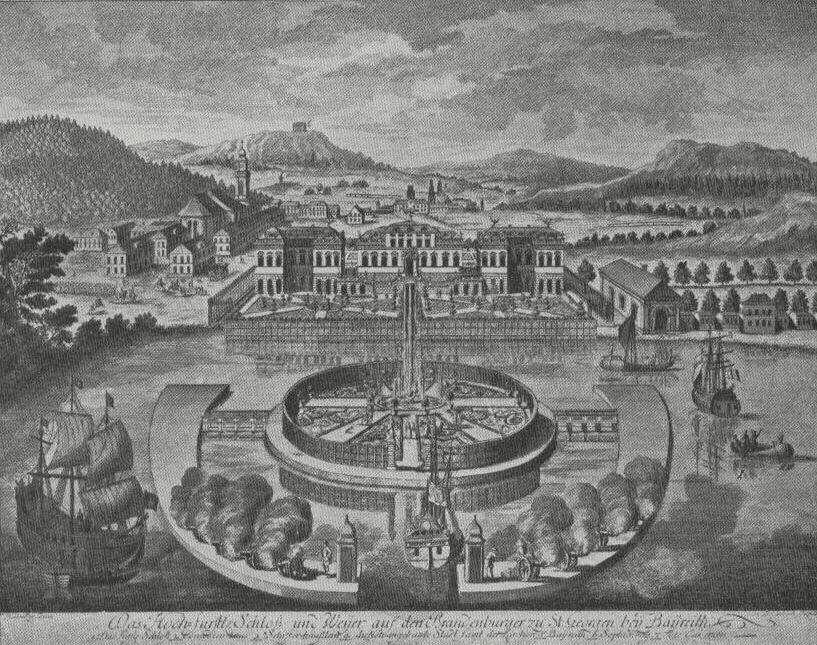
Historische Darstellung des Brandenburger Weihers und der Stadt Sankt Georgen auf einem Kupferstich

Sankt Georgen liegt nordöstlich der Innenstadt auf einer Anhöhe, deren südlicher Hang Stuckberg genannt wird. Nach Süden fällt sie zum Tal des Roten Mains hin ab, nach Westen zum Bahnhofsviertel und nach Nordosten zum Industriegebiet St. Georgen im Bereich des einstigen Brandenburger Weihers. Das sich in östlicher Richtung anschließende Plateau erstreckt sich bis zum Bindlacher Berg und zum Oschenberg. Im Osten grenzt Sankt Georgen an den Stadtteil Laineck. St. Georgen liegt fußläufig zum Richard-Wagner-Festspielhaus.

## Geschichte

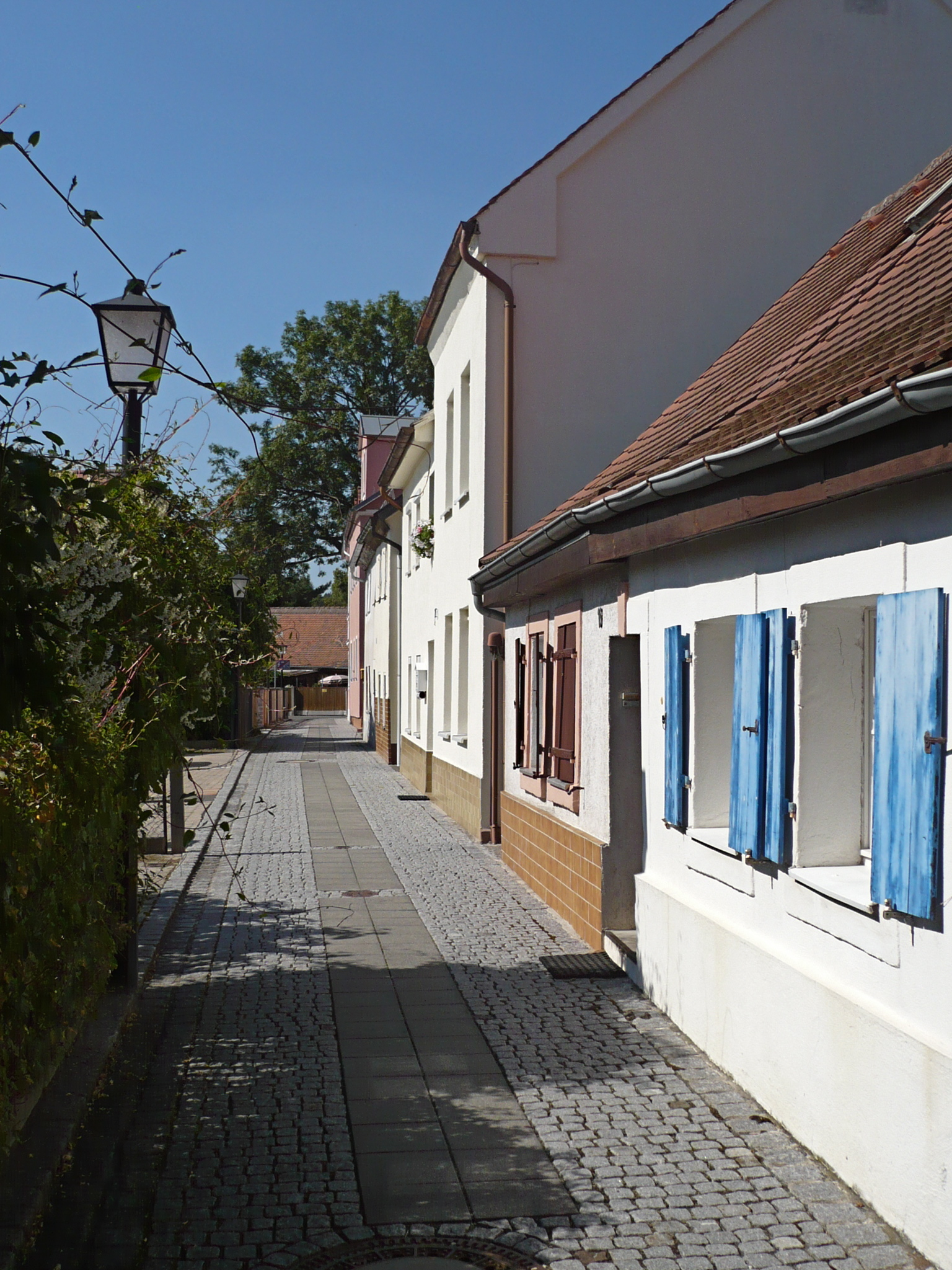
Matrosengasse mit ehemaligen Matrosenhäusern

Vor 1700 war die Fläche, auf der im 18. Jahrhundert Sankt Georgen und in der Gegenwart das Industriegebiet erbaut wurden, unbesiedelt. Von einer später als Brandenburger Tor bezeichneten Stelle in Höhe des Hauptbahnhofs führte eine Straße hart westlich der heutigen Markgrafenallee in Richtung Grüner Baum und von dort weiter nach Bindlach und Hof bzw. über Trebgast nach Kulmbach. Als Primärstraße war sie die Voraussetzung für die Anlage des Brandenburger Weihers und den Bau des Orts Sankt Georgen.
Die Anfänge der späteren Stadt Sankt Georgen am See lassen sich auf die Anlage des Brandenberger Weihers zwischen Bayreuth und Bindlach zurückführen. Das Landbuch von 1499 erwähnt an der Stelle bereits einen kleinen Weiher. Im Jahr 1508 sind der „Weiher uffm Brand“ (auf dem Brand) und ein dazugehörendes „Weiherhaus“ urkundlich nachweisbar. Brand und Brandberg bezeichneten das durch Brandrodung urbar gemachte Gebiet unterhalb des Höhenzugs Hohe Warte. Markgraf Friedrich II. ließ den Weiher ab 1509 in Fronarbeit vergrößern. Dessen Nachfolger Kasimir und Georg erhielten 1516 weitere Anteile an dem – gemäß Vermessung im Jahr 1530 – 565 Tagwerk großen Gewässer. Dessen Füllung erfolgte aus der Steinach durch einen bei Döhlau abgehenden Kanal und durch die Trebgast. Durch zwei Wehre im Damm konnte das Wasser in Richtung Bindlach abgelassen werden.
Der Fischweiher unterstand als Domäne der markgräflichen Hofhaltung. Aus einer Urkunde von 1515 geht hervor, dass das Franziskanerkloster Sankt Jobst auf dem nahen Oschenberg von durchschnittlich 200 Zentnern pro Jahr dort gefangener Fische Anspruch auf drei Zentner Karpfen hatte. Noch im 16. Jahrhundert setzte sich offiziell die Bezeichnung Brandenburger Weiher durch, da er den Markgrafen von Brandenburg gehörte.
Nach dem Dreißigjährigen Krieg wurde der Weiher 1652 trockengelegt und das Gelände besät, im Jahr darauf aber wieder gefüllt. Der Erbprinz und spätere Markgraf Georg Wilhelm hatte auf seiner Kavalierstour nach England und Holland eine Leidenschaft für die Marine entwickelt, die Sankt Georgen nachhaltig prägte. 1695 ließ er am Seeufer ein bescheidenes Schlösschen aus Holz errichten, das in den Jahren 1701 bis etwa 1707 durch einen steinernen Bau ersetzt wurde. Ebenfalls 1695 hatte er von einem Münchberger Schreiner ein erstes Schiff bauen lassen. Später folgten vier prächtige, mit kleinen Kanonen bestückte Fregatten, mit denen auf dem Weiher Seeschlachten inszeniert wurden. Am südwestlichen Ufer wurden sechs einstöckige Häuser für die Matrosen und ein zweistöckiges Kapitänshaus errichtet. 1704 wurden des Erbprinzen „drei Häuser zu St. Georg am See“ erwähnt, häufig erschien auch die Ortsbezeichnung „St. Georg am Teich“.

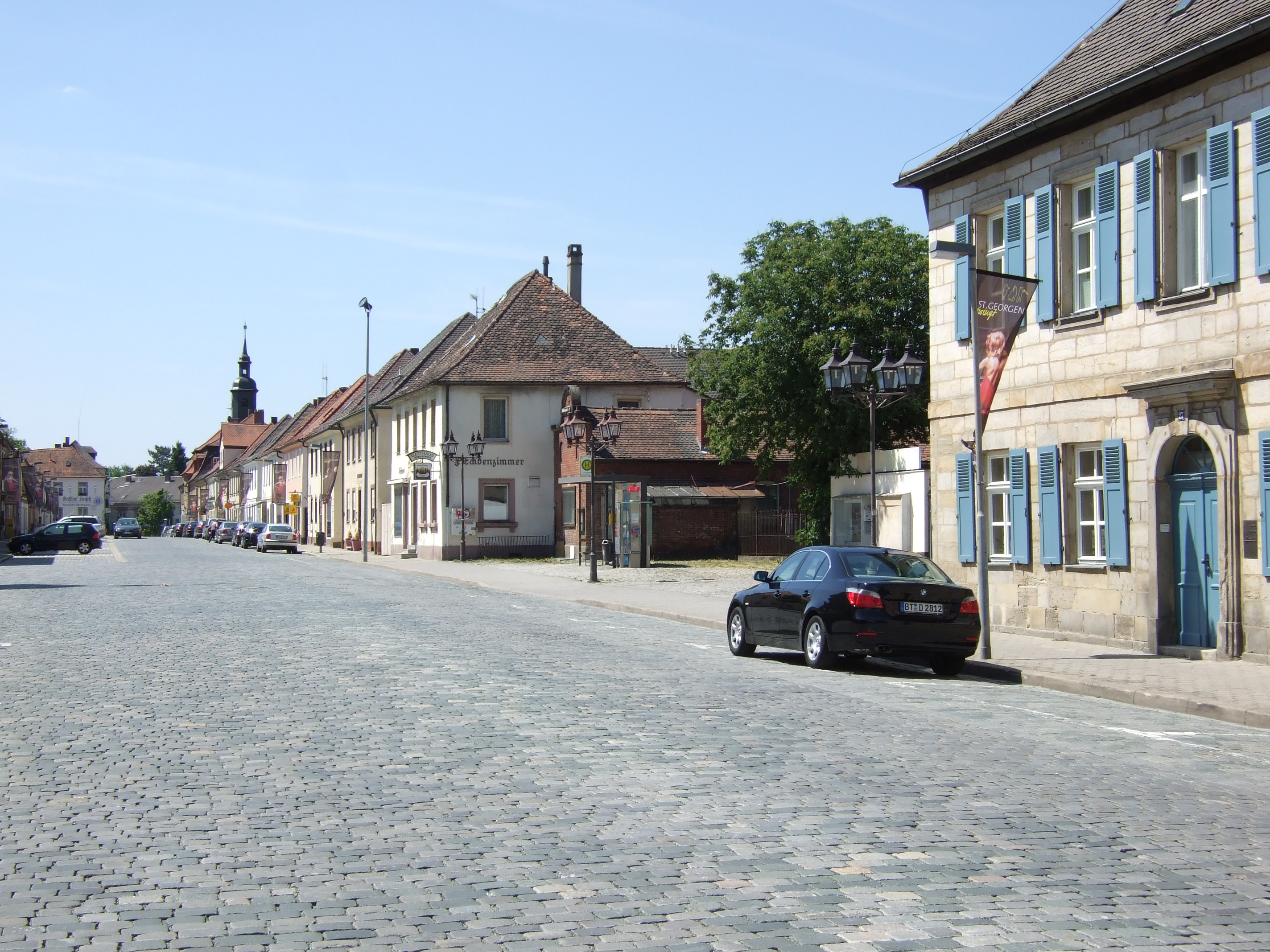
Straße Sankt Georgen (ehemalige Bayreuther Gaß), Blickrichtung Süden

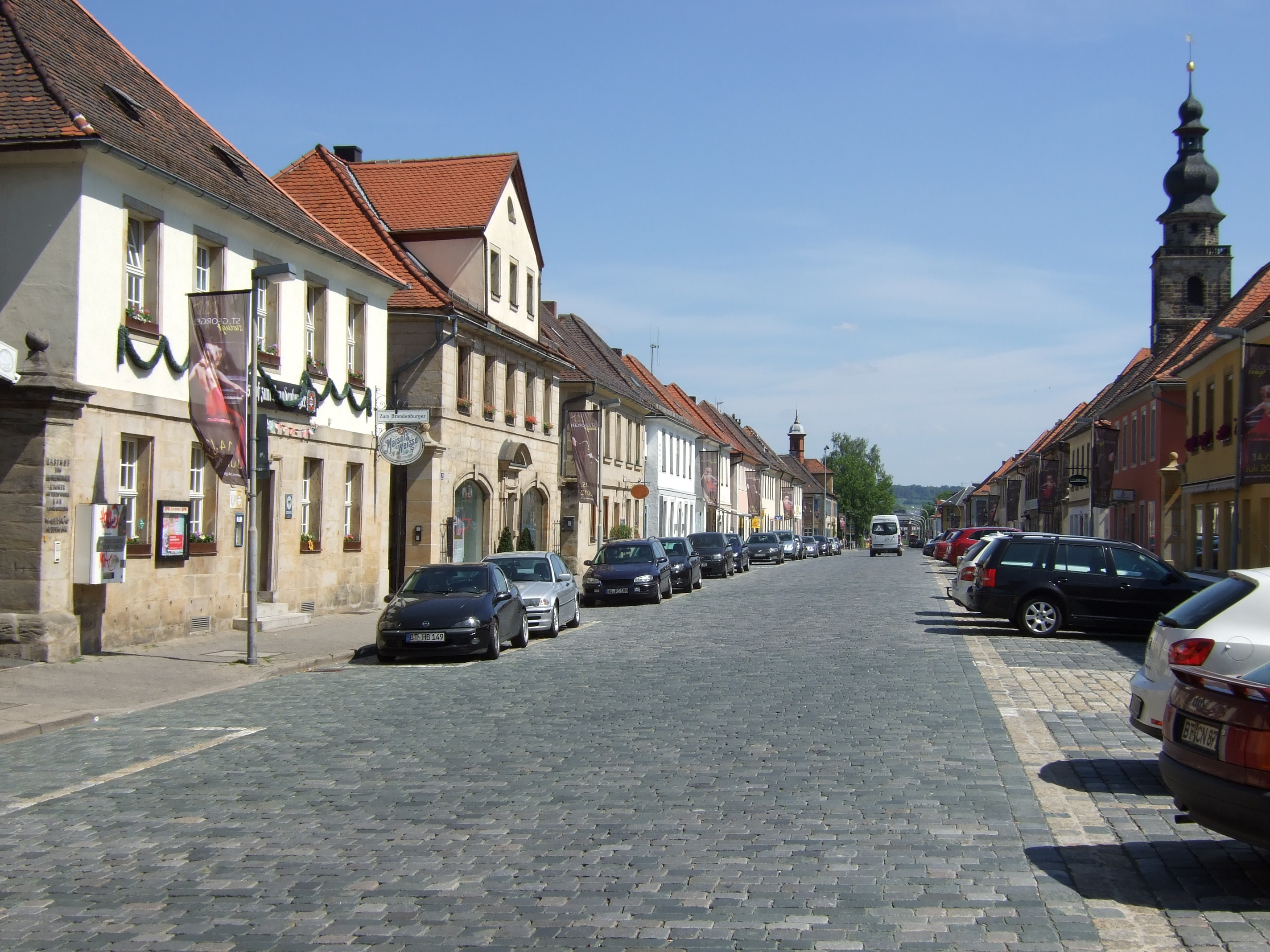
Straße Sankt Georgen, Blick nach Norden

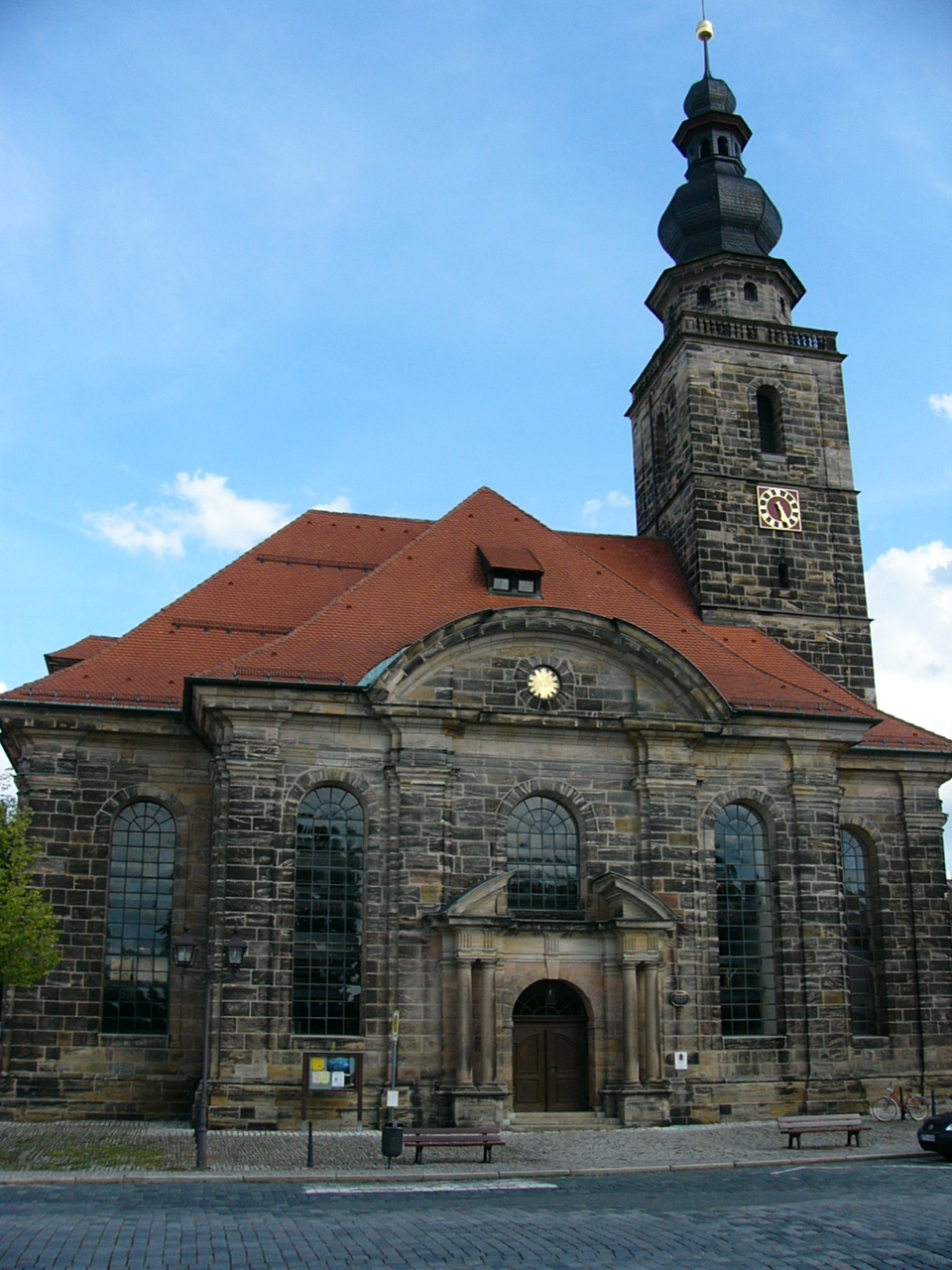
Ordenskirche

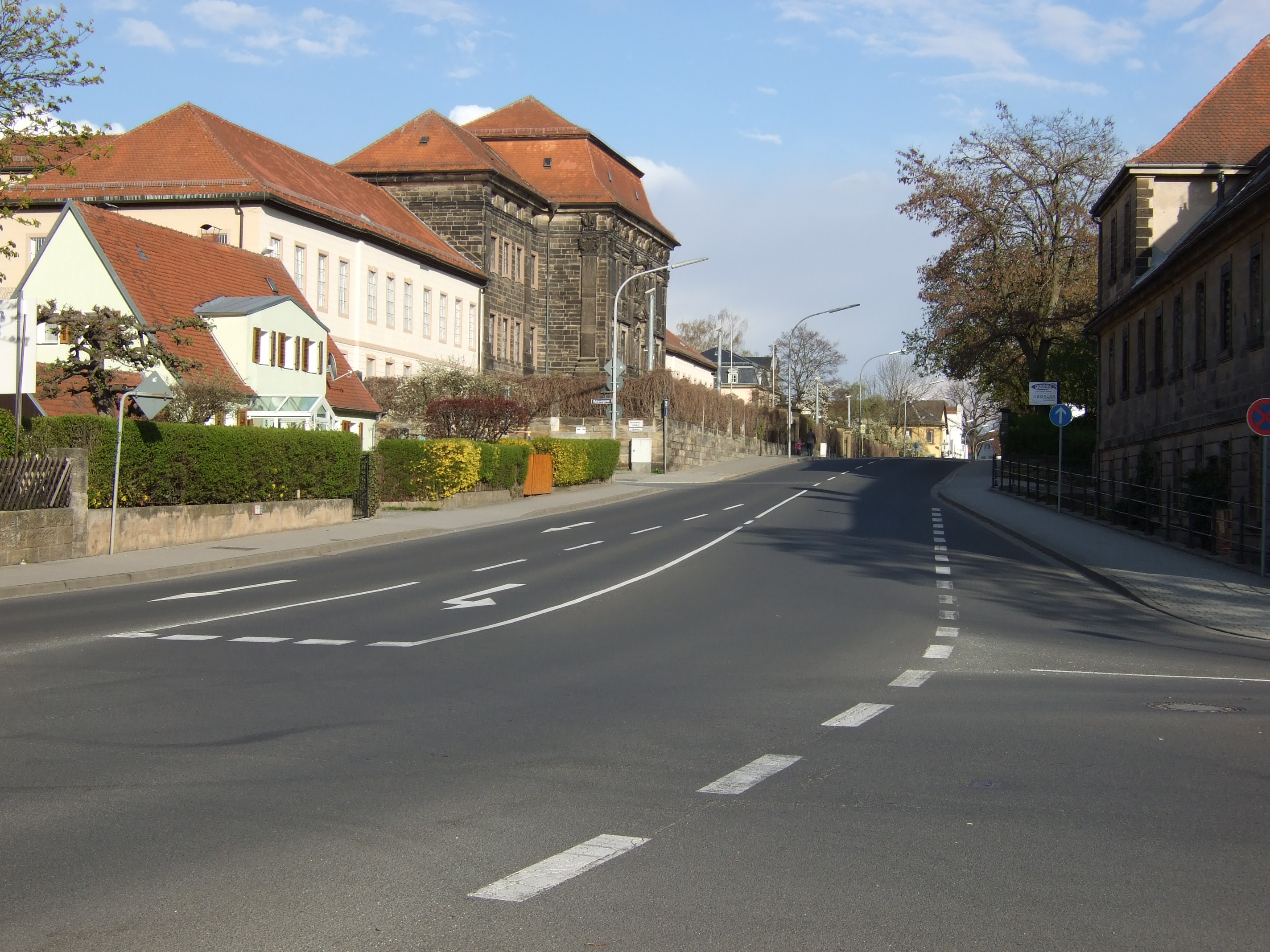
Bernecker Straße und Ordensschloss

In einem Dekret vom 28. März 1702 an den Bayreuther Stadtrat erwähnte Markgraf Christian Ernst, sein Sohn wolle „verschiedene Gebäude“ am Brandenburger Weiher errichten. In das Bauvorhaben müsse städtischer Grund und Boden einbezogen werden, für abgegebenes Weideland werde Ersatz bereitgestellt. Am 2. September 1702 legte Georg Wilhelms Frau, Erbprinzessin Sophia, den Grundstein für die Vorstadt Sankt Georgen. Da Georg Wilhelm in jenem Jahr längere Zeit als General in kaiserlichen Diensten im Feldlager in der Rheinpfalz weilte, kümmerte sich seine Mutter Sophie Luise zunächst persönlich um den Baufortschritt, starb jedoch bereits im Oktober 1702.
Dank fürstlicher Privilegien entstand bis 1709 unter strengen Bauauflagen ein planmäßig und im barocken Stil streng symmetrisch angelegter Ort. Wie in Versailles sollte das Schloss im Mittelpunkt stehen. Geplant waren in „schönster Regularität“ zwei parallele Straßenzüge beiderseits des Schlossgartens mit jeweils 24 gleichartigen Häusern; tatsächlich gebaut wurden nur die Häuser des östlichen Bauabschnitts. Auf eine Anbindung oder vorbereitende Einbindung in Bezug auf die Stadt Bayreuth wurde verzichtet.
Dominiert wurde das Straßenbild von der 1711 eingeweihten Ordenskirche. Bauherrin des ersten Hauses (St. Georgen Nr. 29) war die Erbprinzessin, sechs weitere ließen Adelige erbauen. Fast alle übrigen Häuser gehörten Bürgerlichen, die in einem Dienst- oder Abhängigkeitsverhältnis zu Georg Wilhelm standen. Zu diesen 24 „Typenhäusern“ entlang der 1709 als Bayreuther Gaß bezeichneten Hauptstraße (seit 1889 Straße Sankt Georgen) kamen am Rand bald mehrere kleinere Trüpfhäuser, die dem strengen Gebot der Regularität nicht unterlagen. 1708 wurde der Grundstein für die Kaserne der Grenadiergarde gelegt, der 1709 belegte Plan eines Rathauses gegenüber der Kirche dagegen nie verwirklicht. Als Rathaus dienten stattdessen später die (vermutlich um 1745) zusammengebauten und mit einem Dachreiter versehenen Gebäude St. Georgen 27 und 29, die zunächst als Lagerräume für die Fayencenmanufaktur dienten. Es handelt sich um die beiden ältesten Häuser Sankt Georgens: Das eine wurde 1702 für Sophie Luise, die in jenem Jahr verstorbene zweite Ehefrau des Markgrafen Christian Ernst, errichtet, das andere ließ 1703 der Kammerjunker und Rittmeister von Löwenberg bauen.

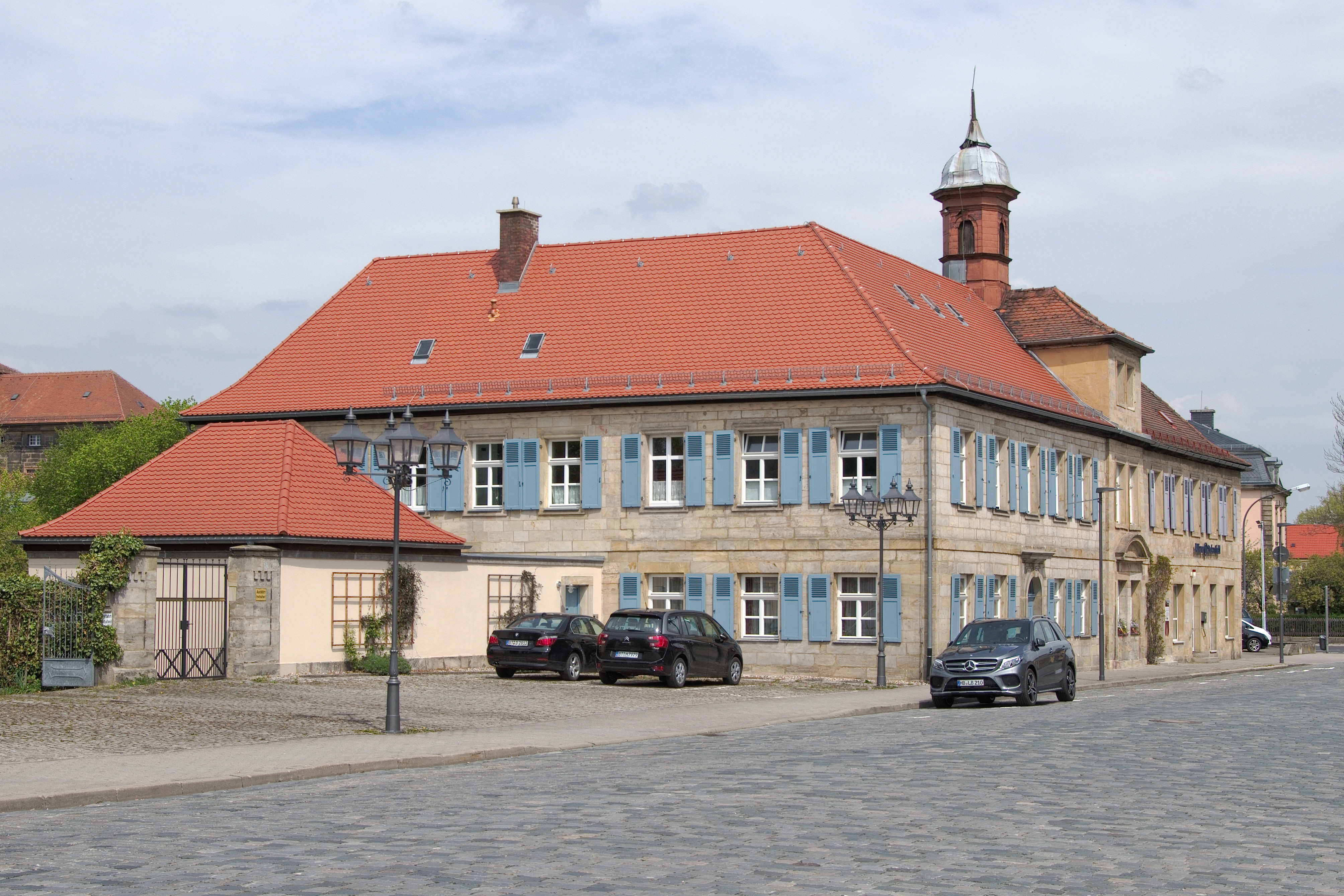
Ehemaliges Rathaus

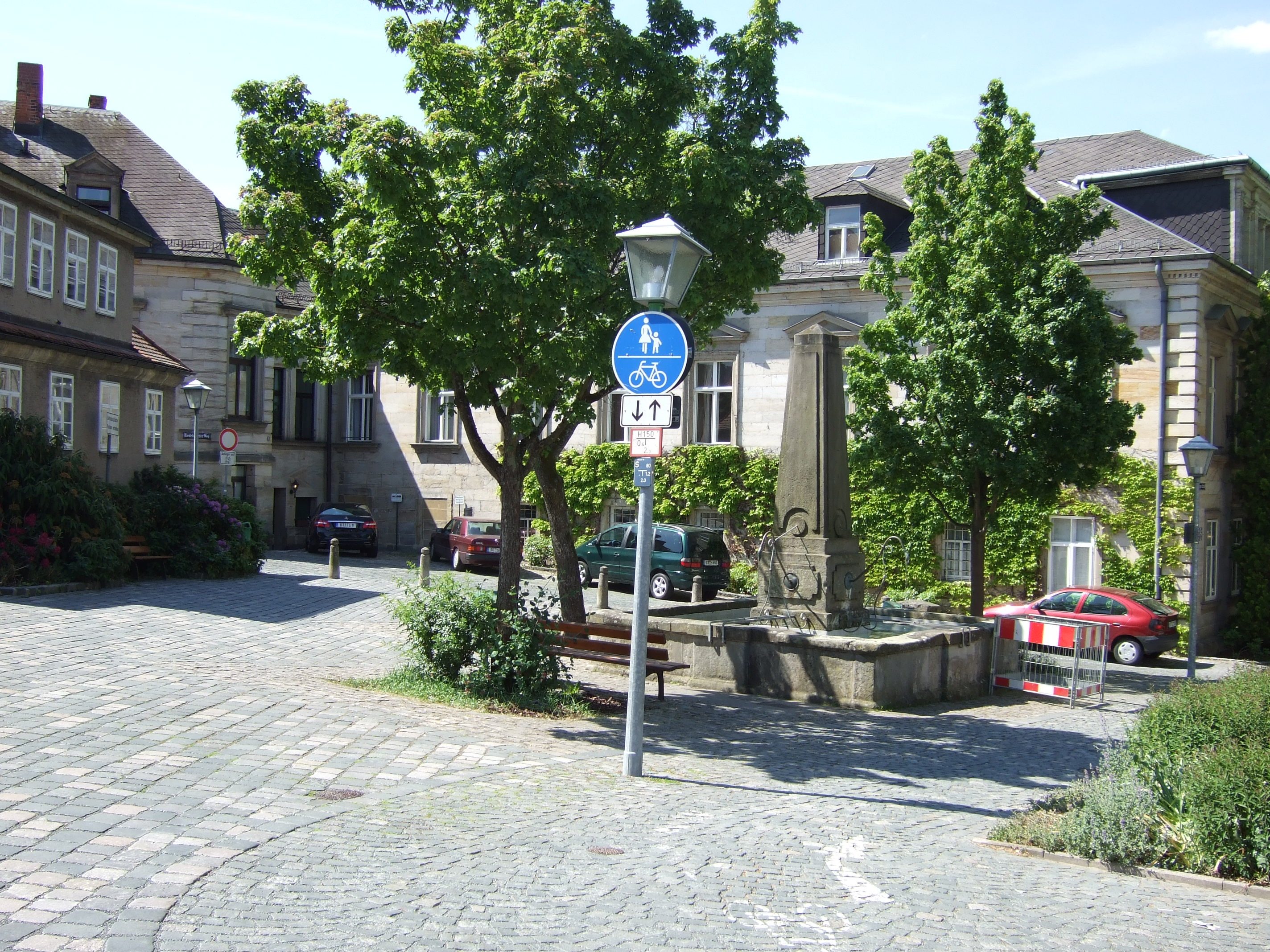
„Saubrunnen“ an der Brandenburger Straße

Georg Wilhelm, obwohl protestantisch, benannte seine neue Siedlung nach dem von ihm verehrten Namens- und Schutzpatron, dem Ritterheiligen und Drachentöter Sankt Georg. In den Statuten des markgräflichen Ordre de la sincérité wurde 1705 zum ersten Mal von der „Neuen Stadt zu St. Georgen“ gesprochen. Eine eigentliche Stadterhebung gab es aber nicht.
Der Erbprinz hatte 1699 die damals fünfzehnjährige Sophie geheiratet, mit der er keine glückliche Ehe führte. Als Markgraf von 1712 bis 1726 herrschte er, dem Beispiel Ludwigs XIV. nacheifernd, in absolutistischer Manier. Er versuchte, wie der Sonnenkönig Hof zu halten und hinterließ, wie sein Vater, erhebliche Schulden. 1706 ließ er westlich des Schlosses ein Opernhaus errichten, 1708 am Südrand der Siedlung die Infanteriekaserne. 1722 entstand das Prinzessinnenhaus als Anfang einer zweiten Häuserzeile in barocker Symmetrie. Dieses Vorhaben wurde nach dem Tod des Markgrafen im Jahr 1726 aber nicht fortgeführt. Mit dem Bau des „Zucht- und Arbeitshauses“ (der heutigen Justizvollzugsanstalt) wurde 1724 begonnen, der Gebäudekomplex aber erst 1735 fertiggestellt. Das während Alexanders Herrschaft (1769–1791) auch als „Tollhaus“ genutzte Prinzessinnenhaus bzw. Sankt-Georgen-Hospital wurde Anfang des 19. Jahrhunderts zu einer „modernen Irrenanstalt“ umgebaut.
Sein Nachfolger Georg Friedrich Karl (1727–1735) zeigte kein Interesse an einer Vergrößerung des Ortes. Friedrich III. veranlasste 1741 den Bau des Gravenreuther Stifts, eines ersten Altersheims mit einer eigenen Kirche, der 1744 vollendet wurde. Er gewährte 1745 durch ein Privileg die selbstständige Verwaltung der Stadt Sankt Georgen. Bei der ersten Stadtratswahl wurde der 28-jährige Bäckermeister Adolph Fränkel von den 40 Hausbesitzern, die als Wähler fungierten, zum Bürgermeister gewählt. Dem Bürgermeister und dem aus sechs Mitgliedern bestehenden Rat wurde die Niedere Gerichtsbarkeit übertragen. Da sich durch die übergeordneten Behörden in Bayreuth der Rathausbau zu verzögern drohte, wurde kurzerhand durch den Erwerb und die Verbindung der beiden „Knöllerschen“ Häuser ein Rathaus geschaffen. Dort wurde auch ein Ratskeller eingerichtet und ein Ratswirt bestellt. Weil sich das Gebäude aber bald als zu groß für diesen Zweck erwies, wurden schon 1755 zwei Drittel des Komplexes an die evangelische Kirchenverwaltung verkauft.
Im Jahr 1733 bat Sankt Georgen, dem bis dahin pro Jahr zwei Ross- und Viehmärkte gestattet waren, um die Genehmigung von monatlichen Viehmärkten. Zugleich sprachen sich der Bürgermeister und der Rat der Stadt für eine spürbare Zollentlastung der jüdischen Händler aus, die auf allen Märkten das „Commercium nicht wenig vermehrten“. Ein jüdischer Viehhändler musste bei der Ankunft am Markttag zu Fuß sechsdreiviertel Kreuzer, zu Pferd sogar zehneinhalb Kreuzer entrichten. Traf er bereits am Vortag ein, konnte sich diese Sonderbesteuerung bis auf 31½ Kreuzer verdreifachen. Der Markgraf ließ die Zölle daraufhin um die Hälfte senken und die Anzahl der Märkte – allerdings nicht im gewünschten Maß – erhöhen. Erst ab 1773 durften jeden zweiten Dienstag Viehmärkte abgehalten werden. Ins Ausland durfte Vieh damals erst verkauft werden, wenn es zuvor wenigstens einmal auf einem heimischen Markt erfolglos angeboten worden war. Um den Betriebsablauf der Viehmärkte besser kontrollieren zu können, wurde die Marktstraße mit Schlagbäumen versperrt.
Der von 1763 bis 1769 herrschende Friedrich Christian beendete die Seefahrt auf dem Brandenburger Weiher, alle Matrosen wurden entlassen. Damals galt Sankt Georgen am See, wie Creußen und Münchberg, als Stadt zweiter Klasse im Fürstentum. Unter dem Markgrafen Alexander wurde 1771 ein letztes großes Seefest gefeiert, der See 1775 dann trockengelegt. An ihn und die dort veranstalteten Spiele erinnern Ortsteil- und Straßennamen wie Insel und Matrosengasse. In jener Zeit arbeiteten in Sankt Georgen Spezialisten wie Pergamentmacher und Tabakpfeifenmacher; eine Brillenglasschleiferei und eine Spielkartenmanufaktur entstanden, 1781 kam eine Glockengießerei dazu.
Alexander trat das Fürstentum 1791 an Preußen ab, 1806 wurde es eine Provinz des französischen Kaiserreiches. 1809 erließ die „Kaiserlich königliche französische Intendance des Fürstenthums Baireuth“ eine Verordnung zur Aufhebung des Judenleibzolls. Jüdische Kauf- und Handelsleute waren denen der christlichen Religion gleichzustellen. Napoleon I. verkaufte Sankt Georgen 1810 mit dem ehemaligen Fürstentum an das Königreich Bayern.
Angesichts der tristen Wirtschaftslage wuchs im frühen 19. Jahrhundert die Bereitschaft der Sankt Georgener, sich an Bayreuth anzuschließen. 1811 wurden die beiden Städte zu einer Munizipalgemeinde vereinigt. Nach 109 Jahren Eigenständigkeit wurde die Altstadt zum 13. Distrikt, der nördliche Bereich (Grüner Baum, Matrosengasse, Straße nach Berneck) zum 14. Distrikt der Kreishauptstadt Bayreuth. Da jeder Hausbesitzer das Braurecht hatte, gab es damals von den etwa 900 Einwohnern mehr als 20 Brauer. Nach der neuen Bayerischen Gemeindeordnung sollten alle Vororte innerhalb einer „Stadttrainung“ zur Stadt gehören und keinerlei selbstständige Rechte mehr besitzen. Dies wurde von den Bürgern Sankt Georgens nicht ohne Widerspruch akzeptiert, der Bürgerprotest führte zu mehreren Eingaben an den König. Noch 1819 forderten sie unter Berufung auf die Selbständigkeit „der Stadt Sankt Georgen von ihrer Entstehung an“ die Selbstverwaltung zurück, jedoch vergeblich.
In der Ordnung für die Viehmärkte in Bayreuth von 1884 ist neben dem Viehmarkt in der Hauptstraße der Schweinemarkt am unteren Brunnen und der Mastviehmarkt auf dem Platz vor dem oberen Brunnen aufgeführt. Der beachtliche Auftrieb von bis zu 1500 Rindern und 450 Schweinen zog auch Käufer aus Baden, Württemberg, Sachsen und sogar Russland an. Die Marktordnung von 1914 verbot Viehmärkte an israelitischen Feiertagen. Auf Druck der Nationalsozialisten wurde 1934 das „Handeln in jüdischer Sprache“ verboten. Mit dem Bau der Rotmainhalle wurden die Sankt Georgener Viehmärkte 1935 dorthin verlagert.
Der Bayreuther Tradition entsprechend gab es auch in Sankt Georgen Bier brauende Bäcker. Als letzter „Becknbräu“ der Stadt übte Franz Götschel (Sankt Georgen 25) bis 1961 diesen Doppelberuf aus. Gegenüber betrieb die Drogerie Kolb mit einer Zapfsäule im Straßenraum eine der beiden ersten Bayreuther Tankstellen.
Am oberen Ende der Brandenburger Straße stiftete der Königlich Bayerische Kommerzienrat Otto Rose (1839–1894) einen Brunnen aus Sandstein. Nach der an der Stelle vorher vorhandenen hölzernen Viehtränke wird der Rose-Brunnen im Volksmund als „Saubrunnen“ bezeichnet.
1940 wurde im Haus Brandenburger Straße 49 die erste Zweigstelle der Städtischen Sparkasse Bayreuth der Öffentlichkeit übergeben. In den 1950er Jahren wurde in der Brandenburger Straße das Kino „Rex“ eröffnet, das bis August 2000 dort bestand. Im Zuge der Verstaatlichung der Stadtpolizei löste die Landespolizeidirektion 1973 die Polizeiwache an der Brandenburger Straße auf.
An der Markgrafenallee entstand in den 1990er Jahren auf einem 1,7 ha großen Gelände der Neubau des bis dahin in der Tunnelstraße ansässigen Landratsamts Bayreuth. Der erste Spatenstich erfolgte am 16. März 1992, am 15. Juli 1994 wurde es eingeweiht. Auf dem ehemaligen Baywa-Gelände am Bahnhof Sankt Georgen errichtet eine Wohnungsbaugenossenschaft ein neues Stadtquartier. Im Jahr 2019 wurde mit den Bauarbeiten für die ersten 55 Wohnungen sowie zwei Gewerbeeinheiten begonnen.

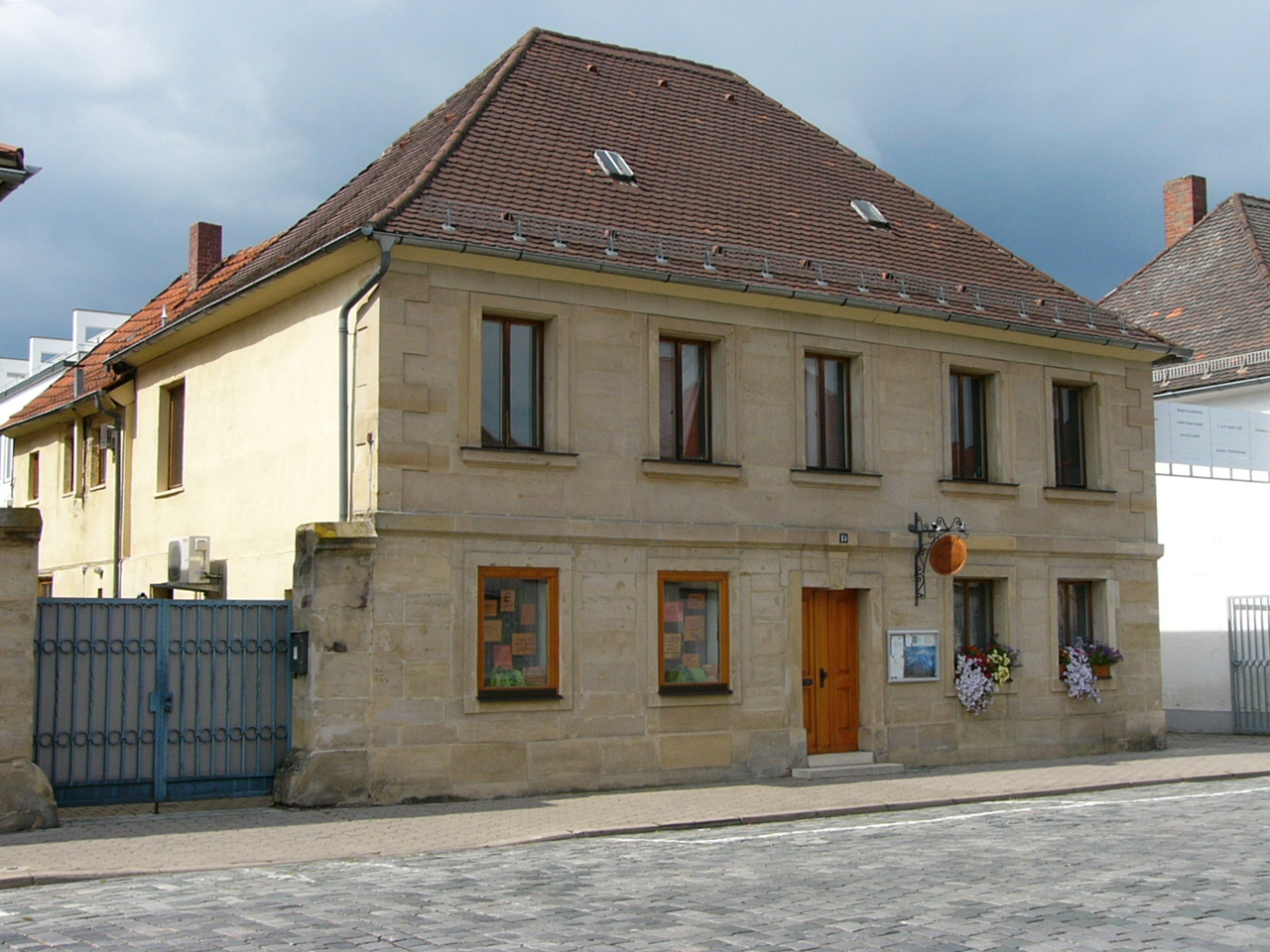
Eines der 24 Typenhäuser
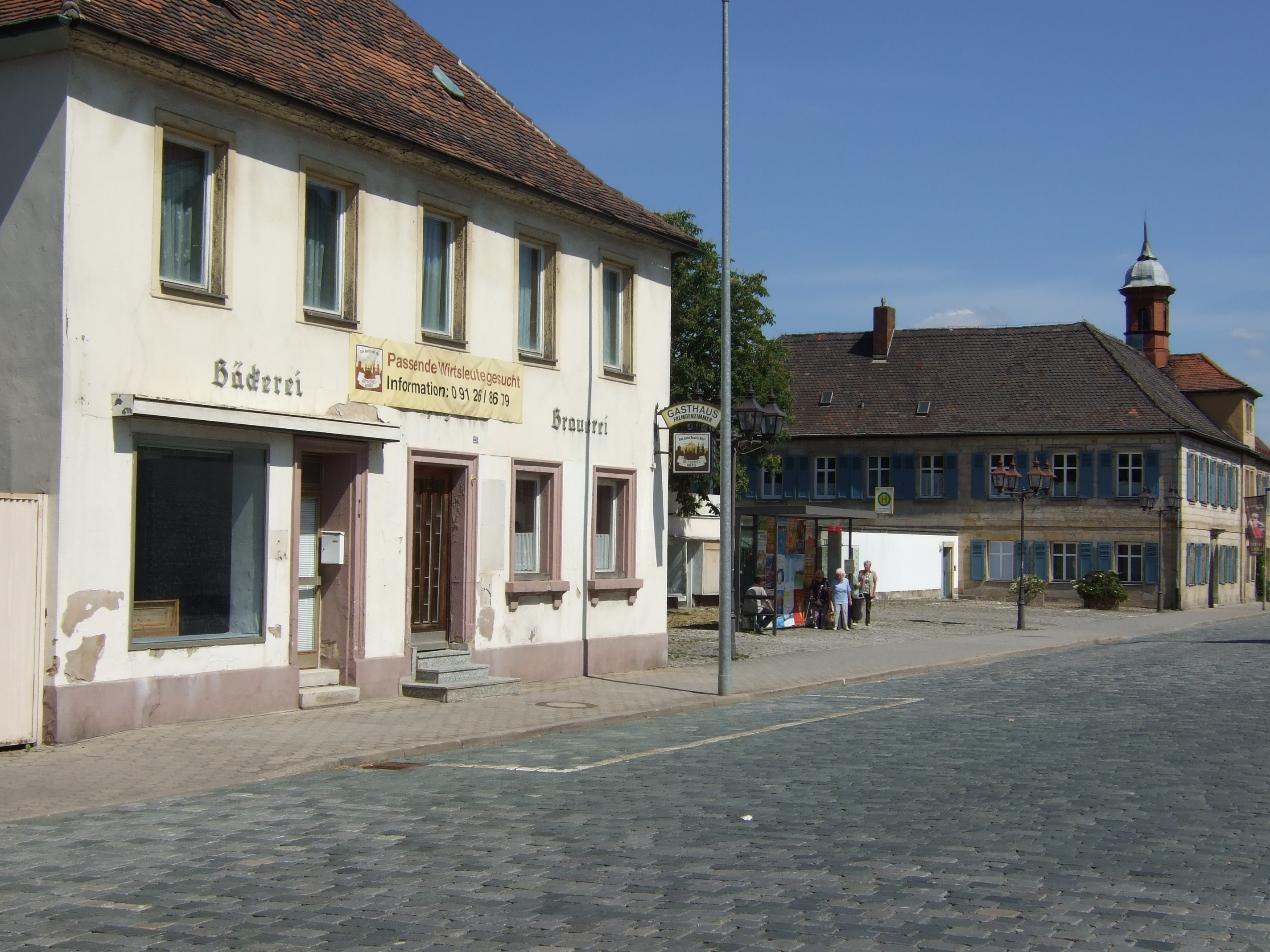
Letzter „Becknbräu“ Götschel und ehemaliges Rathaus
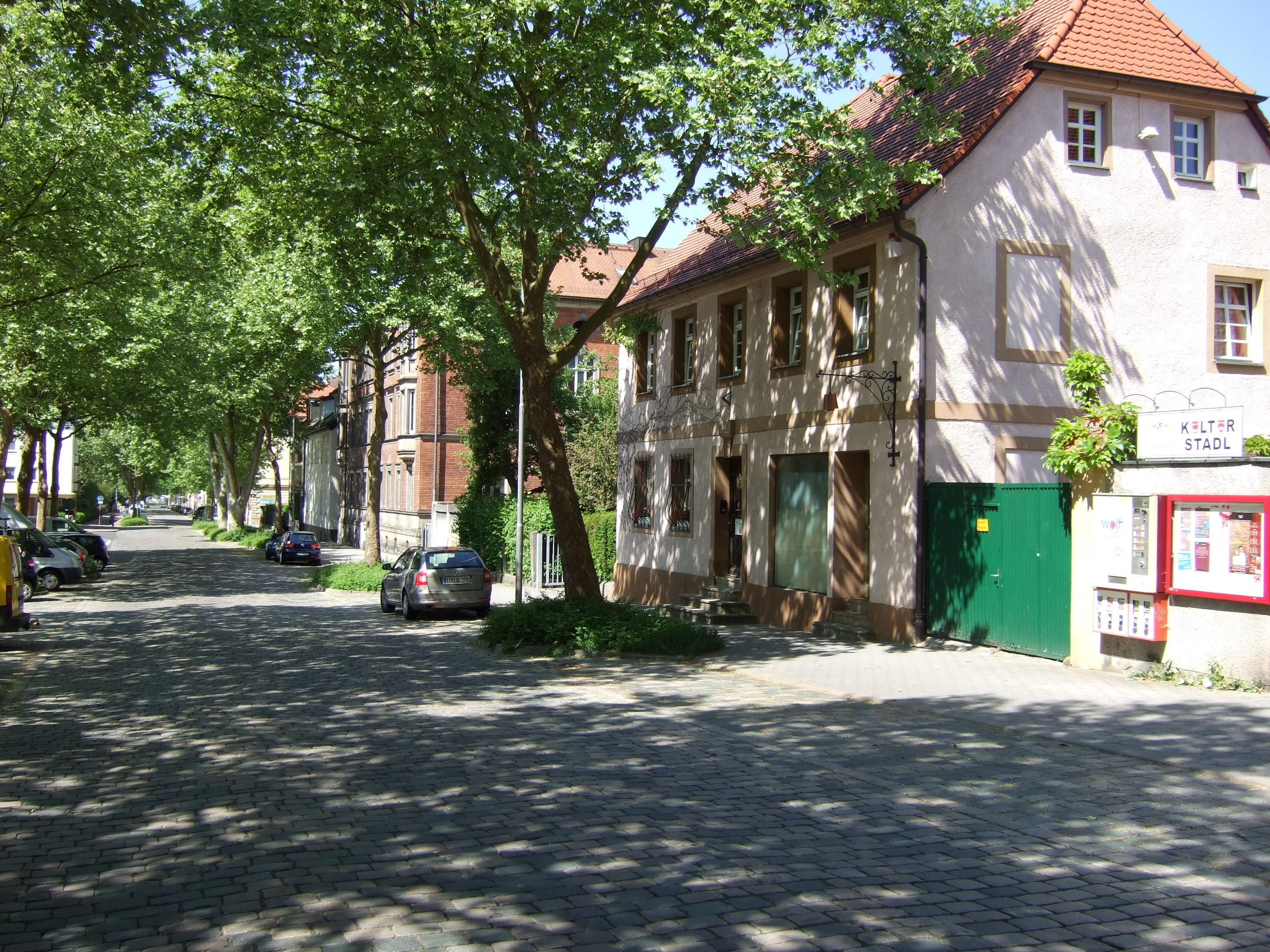
Brandenburger Straße
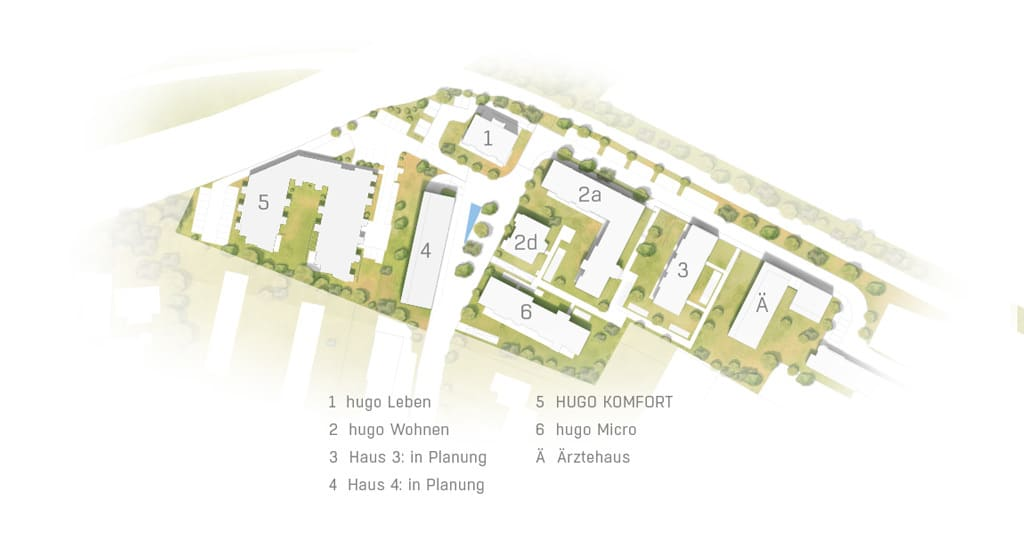
Plan des neuen Quartiers auf dem ehemaligen Baywa-Areal

## Bauwerke und Sehenswürdigkeiten

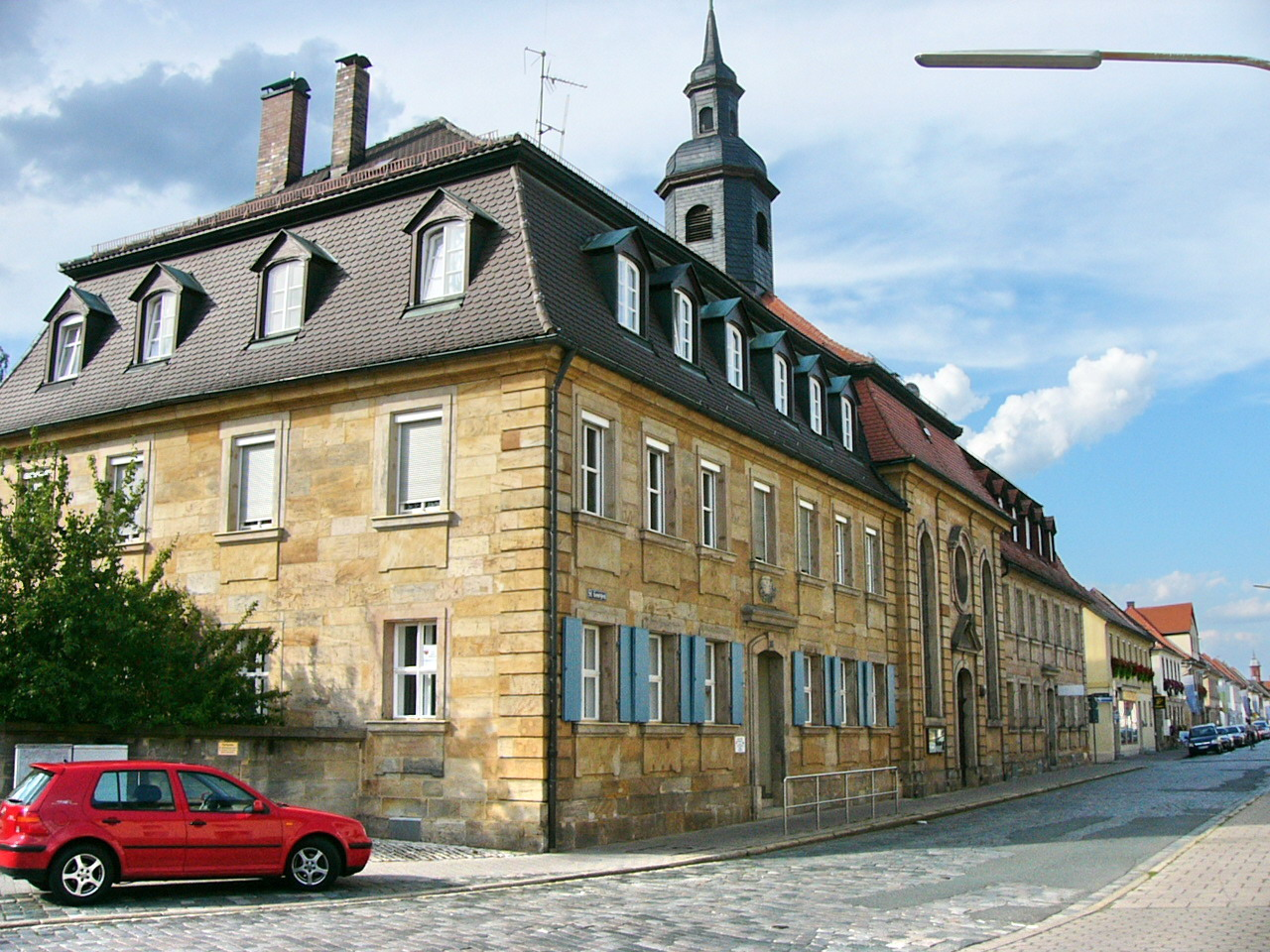
Gravenreuther Stift mit der Stiftskirche

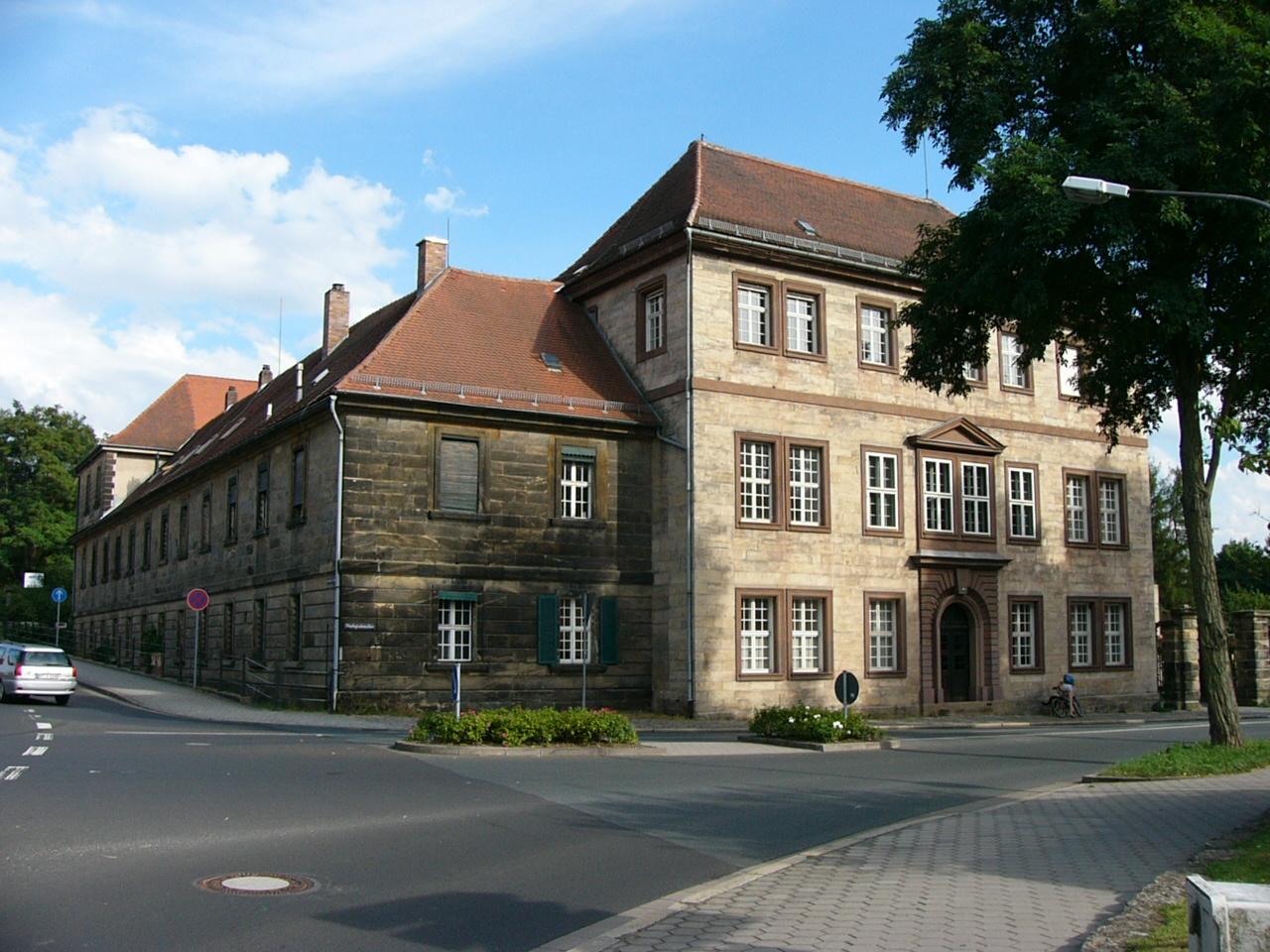
Prinzessinnenhaus

Leers’sches Waisenhaus (1910)

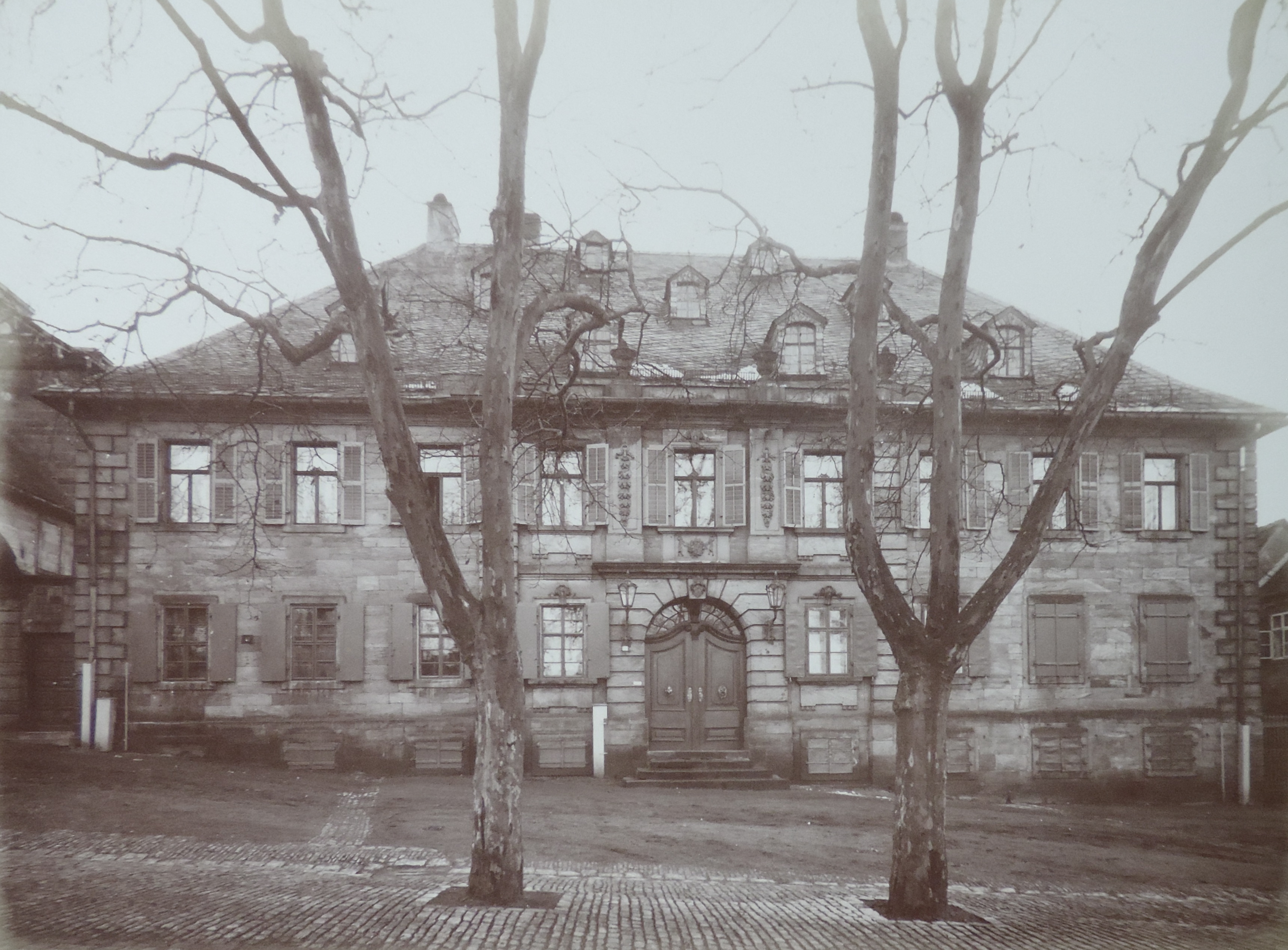
Brandenburger Straße 32, Wohnhaus der Familie Rose, um 1910

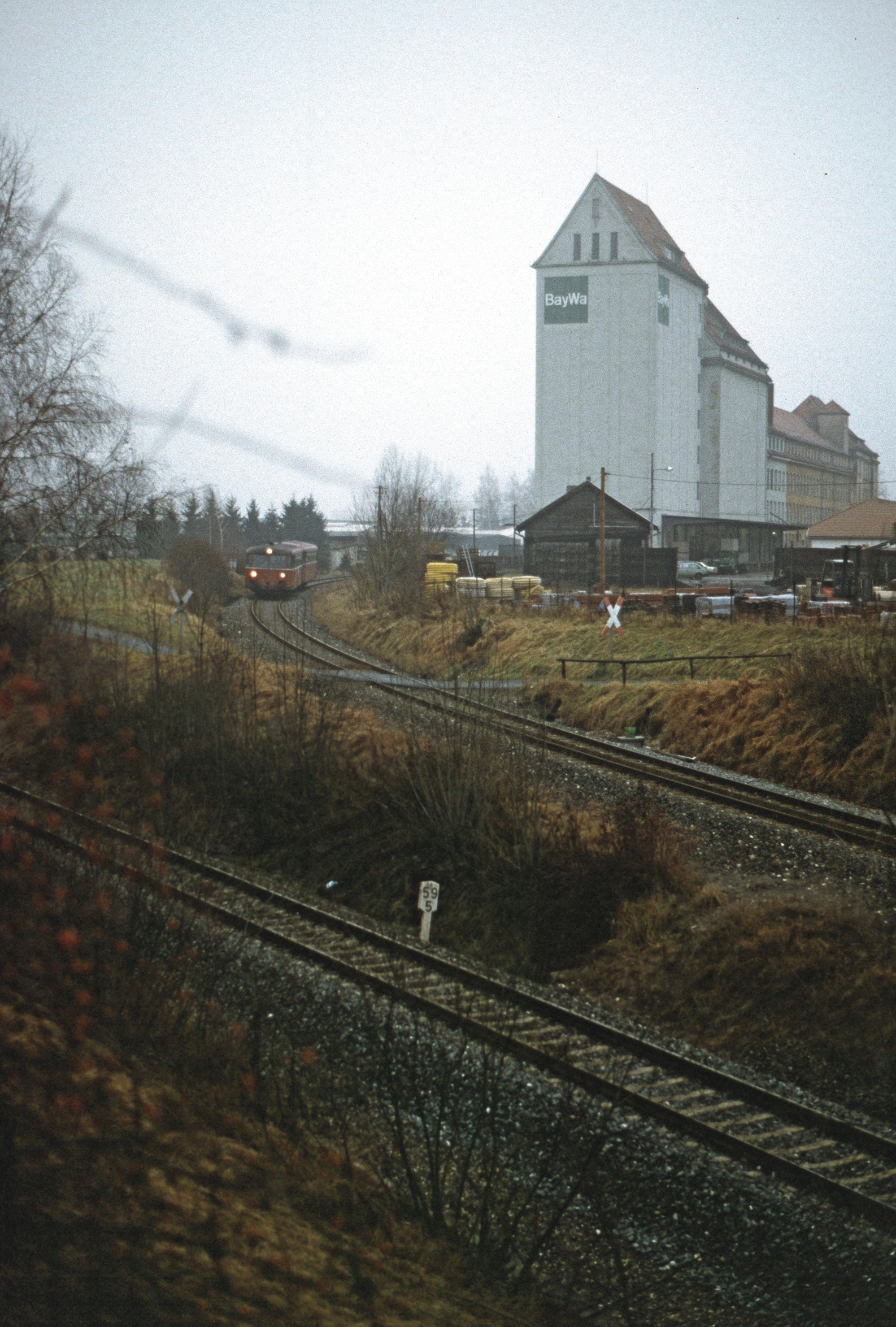
BayWa-Lagerhaus, dahinter der Knorr-Haferspeicher (1987)

An die beiden künstlichen Inseln im Brandenburger See erinnern die Namen der Quartiere Insel und Schanz. Auch die Straßennamen Seestraße, Weiherdamm, Weiherstraße und Matrosengasse beziehen sich auf den einstigen See.
- Schloss Sankt Georgen, später Ordensschloss (heute Teil der Justizvollzugsanstalt St. Georgen-Bayreuth)

Im Jahre 1705 gründete der Erbprinz Georg Wilhelm seinen Ritterorden. Seitdem träumte er von seiner „Stadt St. Georgen am See“. Nach dem Tod seines Vaters 1712, übernahm er die Landesregierung. Er besaß als Markgraf mehrere Schlösser. Neben St. Georgen wurden auch die Alte Eremitage und Thiergarten, Erlangen und Himmelkron in Hoffeste und dergleichen einbezogen. Das Schloss am Brandenburger See blieb jedoch am Georgstag und zur Kirchweih sowie für See- und Ordensfeste ein gerne genutztes Domizil.
- Sophien- oder Ordenskirche[29]

Im Jahr 1705 wurde der Grundstein für die Kirche gelegt, die zu Ehren der Erbprinzessin Sophia Sophienkirche benannt wurde.

- Gravenreuther Stift

In seinem Testament vom 30. Juli 1735 bestimmte Georg Christoph von Gravenreuth die Errichtung eines Spitals und einer Kapelle in St. Georgen. Durch weitere Schenkungen wurde das Stiftsvermögen weiter aufgestockt. Der Bau des Stiftes erfolgte 1743, die Einweihung fand im August 1744 statt. Die in das Gebäude integrierte Stiftskirche präsentiert sich im Stil des Spätbarock. Der 1736 verstorbene von Gravenreuth wurde von Floß in die Gruft des Gravenreuther Stifts umgebettet. Der rechte Gebäudekomplex wurde bereits vor dem Ende des 18. Jahrhunderts verkauft.
Im linken Teil des Gebäudes war lange die Sankt Georgener Hauptpolizeiwache untergebracht. Infolge der Inflation wurde das Stiftskapital 1923 wertlos und das Gravenreuther Stift der städtischen Stiftsverwaltung unterstellt. 1981 ging es für 25.000 DM in den Besitz des bisherigen Mieters, der Kirchengemeinde Sankt Georgen, über.
- Typenhäuser

Das Straßenbild des historischen Kerns von Sankt Georgen ist geprägt von sogenannten Typenhäusern „nach holländischem Geschmacke“. Es sind 24 identische zweigeschossige Bauten mit Walmdach. Sie sind sämtlich aus Sandstein errichtet, dem Zeitgeist geschuldet weisen viele davon seit der zweiten Hälfte des 20. Jahrhunderts verputzte Fassaden auf. Da der Burgsandstein, auf dem der Ort errichtet wurde, verhältnismäßig weich und daher zum Bauen ungeeignet ist, stammten die Steine aus 20 Steinbrüchen der Umgebung – insbesondere aus Geigenreuth, Oberwaiz, dem Künleitenbruch bei Heinersreuth und dem Pensener Bruch bei Seulbitz. Die länglichen Grundstücke gaben hinter den Häusern genügend Raum für die Anlage von Nutzgärten zur weitgehenden Selbstversorgung.
- Prinzessinnenhaus

Den Grundstein für das auch Prinzessenhaus genannte Gebäude legte Markgräfin Sophia im Jahr 1722. Als erstes Haus einer zweiten Häuserzeile gedacht, blieb es neben dem etwas später errichteten „Zucht- und Arbeitshaus“ lange Zeit das einzige Bauwerk in diesem Teil des Ortes. Gedacht war es für die damals 21-jährige Tochter Christiane Sophie, die das Haus aber kaum bewohnte. 1735 verkaufte sie es an den Markgrafen Friedrich für dessen Tochter Prinzessin Elisabeth Friederike Sophie. Von 1763 an stand das Gebäude leer, ehe es 1784 als Irrenanstalt verwendet wurde. Aus den Jahren 1789 und 1806 stammen zwei größere Anbauten, die Schließung erfolgte 1870 nach dem Bau der Kreisirrenanstalt im Stadtteil Wendelhöfen.
Anfang der 1870er Jahre erwarben die Brüder Bruno und Oskar Teuscher den Gebäudekomplex. Oskar und sein Schwager Albert Dietz, der 1885 nach Bayreuth gezogen war, richteten dort eine Keksfabrik ein. Im Jahr 1900 wurde Oskar Teuscher alleiniger Eigentümer, zwei Jahre später trat sein Schwiegersohn Wilhelm Koch als Teilhaber in die Firma ein. In der Folge entstand in den Nebengebäuden eine prosperierende Zuckerwaren-, Biskuit- und Lebkuchenfabrik; das Haupthaus wurde als Büro und repräsentative Wohnung gestaltet. In der Festspielzeit empfing Koch dort regelmäßig illustre Gäste: Auguste Rodin besuchte das Haus, der englische König Eduard VII. und seine Ehefrau Alexandra übernachteten mehrmals dort.
1956 wurde der Betrieb der Fabrik eingestellt.
- Markgräfliches Zucht- und Arbeitshaus

Die Anlage aus den Jahren 1724 bis 1735 gehört zur Justizvollzugsanstalt St. Georgen-Bayreuth.
- Seemannshäuser in der Matrosengasse

Zu St. Georgen gehörte auch der aus dem Wasser der Warmen Steinach künstlich angestaute See, der „Brandenburger Weyher“, unmittelbar hinter dem Schloss (Bauzeit 1701–1707) als Schauplatz für inszenierte Seeschlachten. Die historische Matrosengasse mit den ehemaligen Seemannshäusern erinnert u. a. an diese Attraktion. Der See wurde im Jahre 1775 abgelassen. An seiner Stelle ist ein Industriegebiet entstanden. Der Nordwall des Sees wurde erst Ende der 1970er Jahre  entfernt, dort verläuft seitdem die Weiherstraße.
- Leers’sches Waisenhaus (Bernecker Straße 11)

Im Jahr 1836 wurde das von Christoph Friedrich Leers gestiftete Waisenhaus für „sechs Knaben und sechs Mädchen“ eingeweiht. Das 1860 durch Brand geschädigte Gebäude wurde Ende des 19. Jahrhunderts abgerissen und bis 1902 neu errichtet. Nach dem Ersten Weltkrieg beherbergte es eine städtische Säuglingskrippe, von 1967 bis 1981 eine heilpädagogische Tagesstätte.
Aktuell ist dort das Deutsche Schreibmaschinenmuseum untergebracht. Das Gebäude soll saniert und durch einen Neubau für das Stadtarchiv ergänzt werden.
- Kommunbrauhaus

Das ehemalige Kommunbrauhaus (Hinter der Kirche 14), ein Sandsteinquaderbau aus dem Jahr 1706, wird heute als Gerätehaus der „Brannaburger“ Feuerwehr, einer von 12 eigenständigen Abteilungen der Freiwilligen Feuerwehr Bayreuth, genutzt. Einst brauten die örtlichen Brauer dort obergäriges Bier, bis sich zu Beginn des 18. Jahrhunderts sich das besser haltbare, braune untergärige Bier durchsetzte. Dessen Endgärung vollzog sich in den acht bis zehn Grand kalten, in den Sandstein getriebenen Kellern unter dem Ort.
- Ehemalige Schokoladenfabrik (Insel-Schokoladen- und Zuckerwarenfabrik)
- Felsenkeller

Die Häuser Kellerstraße 6–14 (gerade Zahlen) umschließen einen rechteckigen Hof, der sich der Symmetrie der übrigen Ortsanlage entzieht. Das Anwesen ist als „Velsenkeller“ bereits in der Carte Spéciale von Johann Riediger aus dem Jahr 1745 verzeichnet. Dort beginnen zahlreiche, in den Burgsandstein gehauene Stollen, die in ihrer Gesamtheit den „Stern von Sankt Georgen“ bilden. In diesen sich verzweigenden und teilweise überlagernden Kellern von insgesamt mehreren hundert Metern Länge wurde vornehmlich Bier bei einer konstanten Temperatur von 6 Grad gelagert. Kleinere benachbarte Kellersysteme, die sich entlang der Brandenburger Straße bis hinunter zum Hauptbahnhof befinden, dienten zum Teil auch als Regen- und Abwasserkanäle. Das auch fälschlich als „Katakomben“ bezeichnete Labyrinth ist bisher nicht vollständig erforscht. Mindestens einmal im Jahr finden Führungen durch einen kleinen Teil des Stollensystems statt.
- Kellerkunstmuseum „Grotte des Zauberers“ des lange Zeit ortsansässigen, 2020 verstorbenen Künstlers Wo Sarazen in einem Felsenkellersystem an der oberen Brandenburger Straße
- Brandenburger Straße 32, palastartiges Wohnhaus der Fabrikantenfamilie Rose, um 1760 von Johann Georg Pfeiffer erbaut. Der damalige Besitzer der Fayencenmanufaktur richtete auf dem Grundstück hinter dem Haus seine Betriebs- und Lagergebäude ein. 1825 kaufte Johann Christian Schmidt die Manufaktur und wandelte den Betrieb 1835 allmählich in eine Zuckerraffinerie um. Später übernahm Schmidts Schwiegersohn Louis Rose Haus und Fabrik.[44]
- Friedhof St. Georgen mit Kriegsgräberstätte

## Verschwundene Gebäude

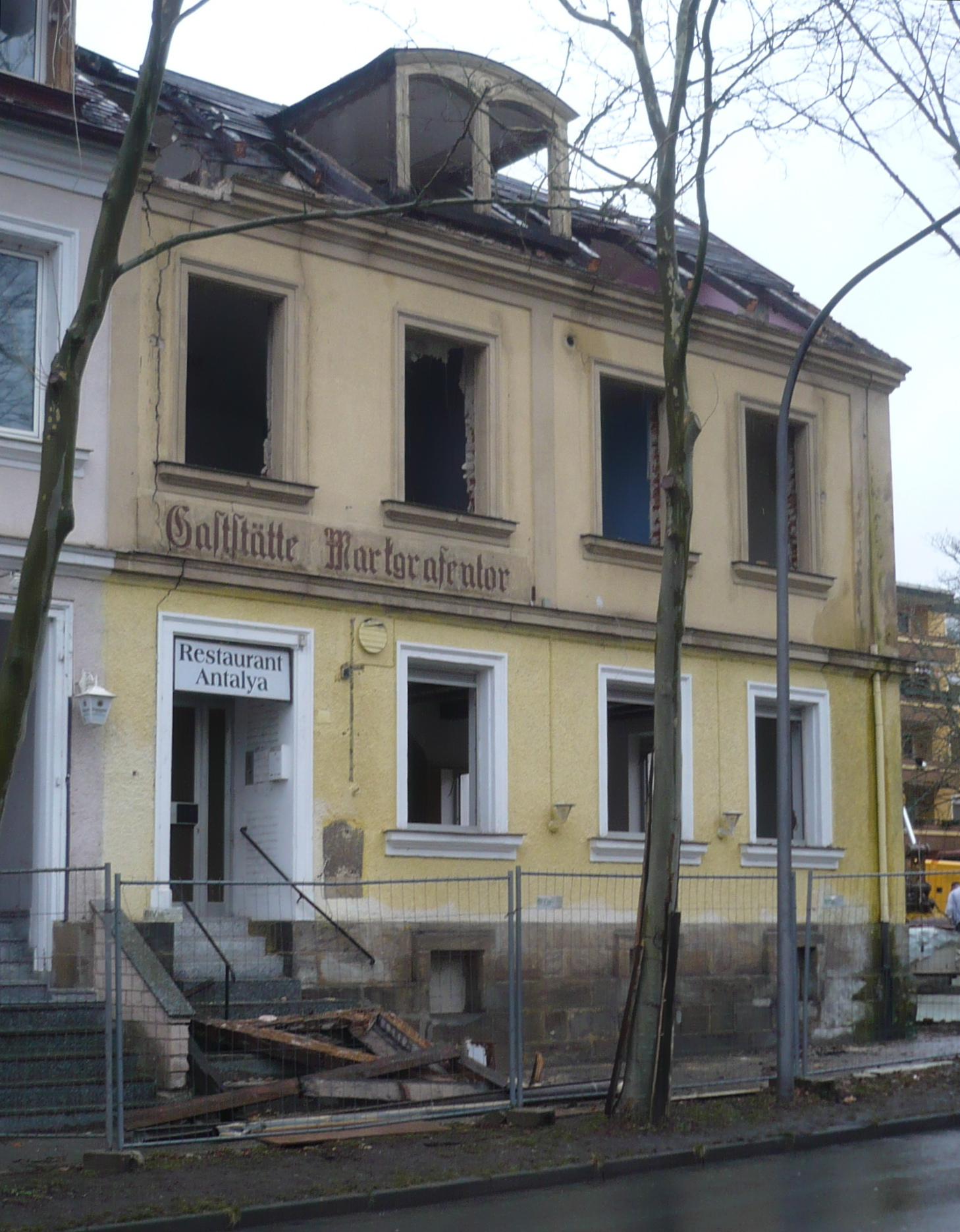
Ehemalige Gaststätte Markgrafentor während der Abrissarbeiten

Die Luftangriffe auf Bayreuth gegen Ende des Zweiten Weltkriegs verschonten auch Sankt Georgen nicht. Wegen der Nähe des Hauptbahnhofs und der unmittelbar angrenzenden Mechanischen Baumwoll-Spinnerei mit den dorthin ausgelagerten Kugellager-Werken waren besonders der Bereich um die Markgrafenallee und die Brandenburger Straße betroffen. Durch Fliegerbomben zerstört wurden im April 1945 u. a.:
- das Hauptgebäude der Mechanischen Baumwoll-Spinnerei
- das ehemalige Landgerichtsgefängnis (auch: „Landgerichts-Frohnfeste“) in der Markgrafenallee 30, zuletzt als Haftanstalt für Frauen genutzt.

Im Hof des Landgerichtsgefängnisses wurden in königlich bayerischer Zeit die Todesurteile vollstreckt. Dazu wurde die Guillotine aus München herangeschafft, und auch der Scharfrichter kam von außerhalb. An interessierte Zuschauer wurden Eintrittskarten ausgegeben, und kurz vor dem Vollzug der Hinrichtung begann das „Armesünderglöcklein“ zu läuten.
Noch kurz vor der Einnahme der Stadt durch die US-Armee (am 14. April 1945) wurden am 10. April 1945 dort zwei junge holländische Zwangsarbeiter, die tags zuvor vom Bayreuther Sondergericht wegen der Mitnahme einiger Stück Seife aus einer Bombenruine zum Tode verurteilt worden waren, durch Volkssturmmänner hingerichtet.
- das ehemalige Mädchenschulhaus an der Markgrafenallee,[47] ein dreigeschossiges Sandsteingebäude aus der Zeit um 1880, als Hilfslazarett Außenstelle des Kriegslazaretts im Gebäude der Oberrealschule[48]

Wie an vielen Stellen der Stadt wurden auch in Sankt Georgen nach dem Zweiten Weltkrieg beachtenswerte Gebäude abgerissen. Hierzu zählen
- das „Hutzlershäuschen“. Das kleinste Haus des Stadtteils an der Ecke St. Georgen/Bernecker Straße gehörte zwar nicht zu den Typenhäusern, „hatte aber Charakter und passte ins Straßenbild“.[49] Es wurde 1969 zugunsten eines Neubaus zerstört.
- die Gastwirtschaft und Bäckerei Michael Seuß an der Einmündung der Straße Grüner Baum in die Bernecker Straße. Sie musste dem Neubau einer Gaststätte weichen.[50]
- 1983 die „Villa Wild“, ein unverputztes Ziegelsteinhaus im Stil der Gründerzeit, 1904 erbaut.[51]
- 1993 das „Pförtnerhäuschen“ in der Brandenburger Straße, ein eingeschossiger Sandsteinbau mit Zeltdach aus dem Jahr 1922.[51]
- Baywa-Lagerhaus: Das ortsbildprägende[52] Lagerhaus der Baywa am Bahnhof Sankt Georgen – 1918 von der Fa. Knorr als Haferflockenfabrik[53] errichtet – wurde 2016 von einer Wohnungsbaugenossenschaft gekauft und im Juli 2017 abgebrochen.[54] Bereits im April 1989 erfolgte der Abriss des ehemaligen Knorr-Haferspeichers.[24]
- Anfang 2020 die ehemalige Gaststätte Markgrafentor in der Markgrafenallee 17. Die Doppelhaushälfte existierte bereits 1891 und wurde spätestens 1895 als „Bier- und Speisewirtschaft“ genutzt.[55]

## Bedeutende Persönlichkeiten

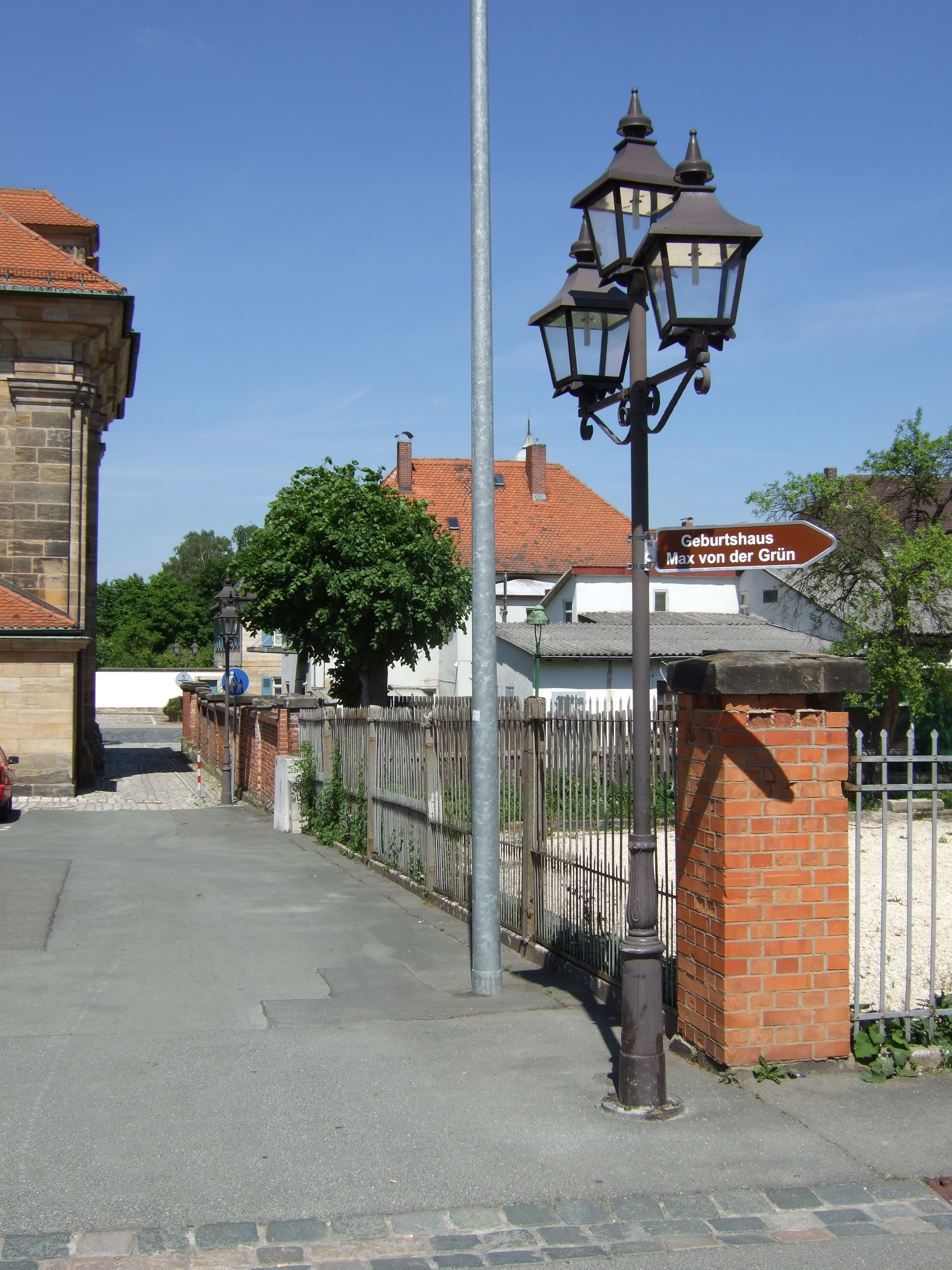
Hinweisschild zum Geburtshaus Max von der Grüns
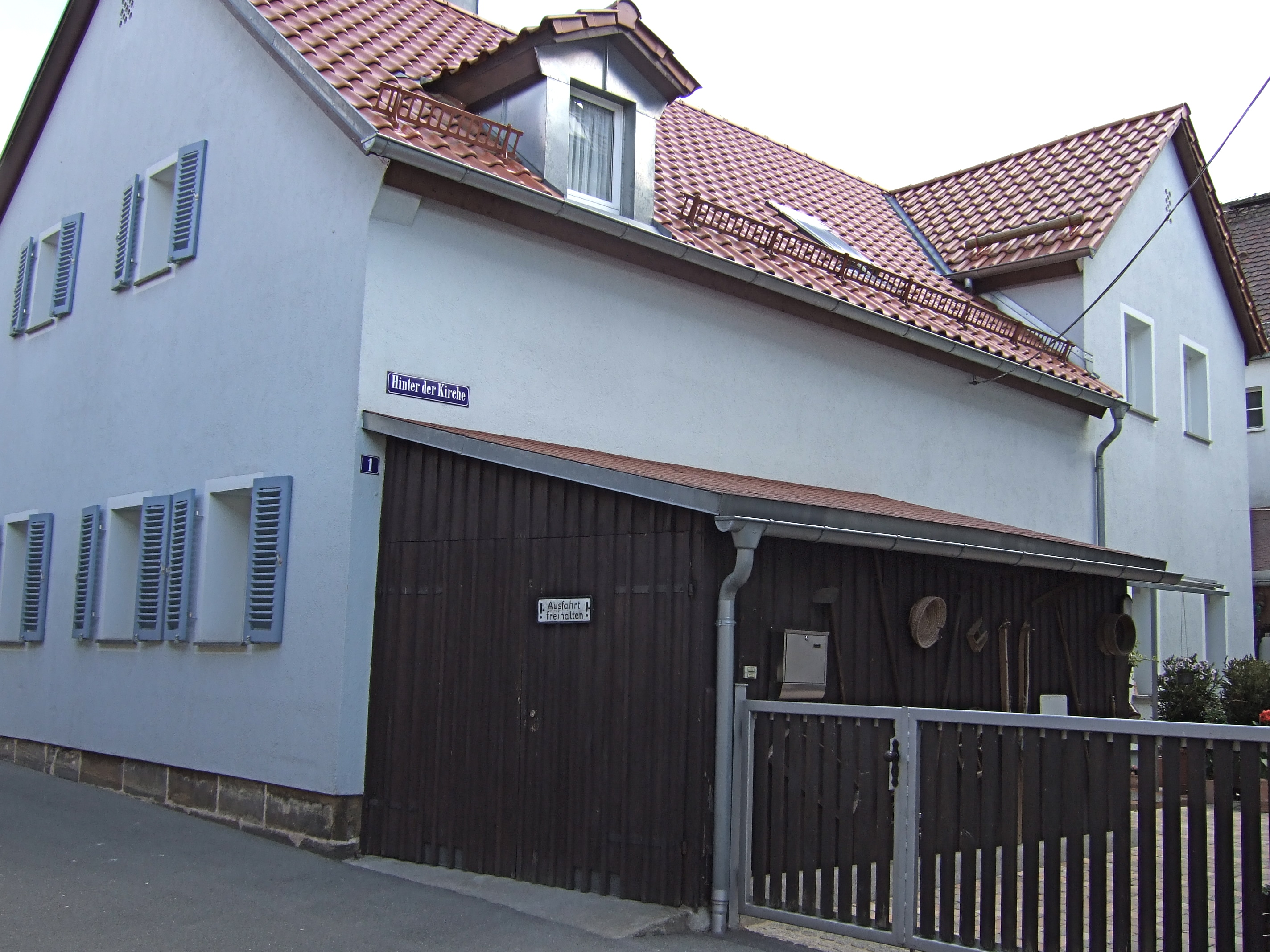
Tatsächliches Geburtshaus Max von der Grüns

- Max von der Grün (1926–2005), Schriftsteller, wurde im Hinterhaus des Anwesens Hinter der Kirche 1 als uneheliches Kind der Dienstmagd Margarete von der Grün und des Bauernknechts Adam Lauterbach geboren. Eine Gedenktafel zum Geburtshaus wurde von der Stadtverwaltung Bayreuth am 31. Mai 2012 – wider besseres Wissen – am falschen Gebäude angebracht.[56]

1983 lehnte der Bayreuther Stadtrat die Verleihung des örtlichen Kulturpreises an Max von der Grün mehrheitlich ab.
- Christoph Friedrich Leers (1769–1825), Magistratsrat und Fabrikant, erlangte vor allem durch sein soziales Engagement Bekanntheit. Zu Lebzeiten förderte er unter anderem die Armenfürsorge in Bayreuth und war an der Gründung mehrerer gemeinnütziger Einrichtungen beteiligt. Er bestimmte seinen Nachlass als Stiftung zur Errichtung des Leers’schen Waisenhauses. Die Bibliothek des Waisenhauses ist die älteste bekannte und noch existierende Kinder- und Jugendbibliothek in Bayreuth.

## Kinder- und Jugendeinrichtungen, Schulen
- Grund- und Mittelschule St. Georgen auf dem Riedelsberg, im September 1955 als Volksschule St. Georgen eröffnet[47]
- Städtische Musikschule in der Brandenburger Straße 15, gegründet 1972[58]
- Städtische Wirtschaftsschule, Brandenburger Straße 12
- Sprachheilschule Markgrafenschule in der Markgrafenallee 33, Nachfolgeeinrichtung der 1825 eröffneten Taubstummenschule[59]
- Skatehalle in der „Schoko“ (ehemals Insel-Schokoladen- und Zuckerwarenfabrik) in der Gaußstraße[60]
- Spielplatz und Sportpark „Schanz“ mit Skateanlage an der Egerländer Straße[61]

## Industrie

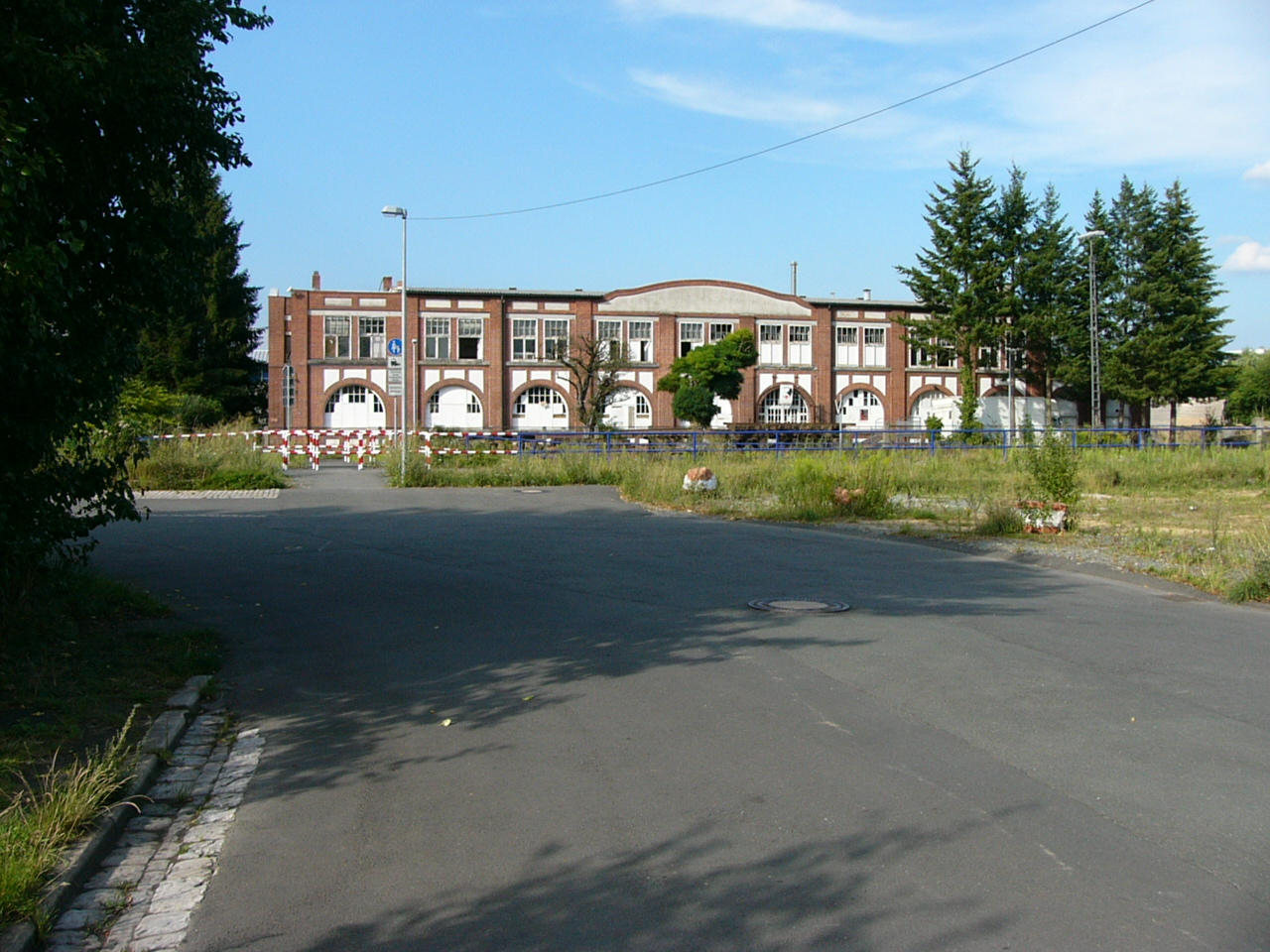
Industriedenkmal Insel-Schokoladen- und Zuckerwarenfabrik

- Insel-Schokoladen- und Zuckerwarenfabrik

Die Insel-Schokoladen- und Zuckerwarenfabrik wurde 1910 jenseits des Bahnhofsgeländes errichtet und erhielt einen eigenen Gleisanschluss. 1944 wurde sie vorübergehend als Zweigwerk einer Creußener Rüstungsfabrik zum „Inselbetrieb Carl Tabel“, wo 102 Gefangene aus dem Zuchthaus St. Georgen Zwangsarbeit leisten mussten. In den 1960er Jahren wurde die Produktion eingestellt. Das Gebäude beherbergt heute das Jugendzentrum „Schoko“ und ist ein Industriedenkmal.
- Rose’sche Zuckerfabrik

Die Zuckerraffinerie der Brüder Theodor und Johann Christian Schmidt in der Brandenburger Straße 34 wurde 1834 von Wunsiedel nach Sankt Georgen verlegt. Im August 1838 erließ Theodor Schmidt eine Fabrikordnung, laut derer jedem Arbeiter im Laufe des Arbeitstags zwei bis vier Maß Bier zustanden. 1849 schuf er für seine Werksangehörigen eine Kranken- und Rentenversicherung. 1877 beschäftigte das Unternehmen 121 Arbeiter und verarbeitete 150.000 Zentner Rohrzucker aus Übersee. Anfang der 1870er Jahre übernahm J. C. Schmidts Schwiegersohn Louis Rose die Firma, der sie an seine Söhne Otto und Carl Emil vererbte. Im Jahr 1900 wurde sie aufgrund veralteter Maschinen und wachsender Konkurrenz geschlossen, das Fabrikgebäude wurde Anfang der 1920er Jahre abgetragen.
Am 8. April 1894 gründeten Arbeiter der Fabrik mit dem Consum-Verein eine Konsumgenossenschaft. Ein erster Versuch von Arbeitern der nahen Mechanischen Baumwoll-Spinnerei, 1872 eine solche Einrichtung ins Leben zu rufen, war noch im Sande verlaufen.
- Milchhof

Im Dezember 1941 wurde der Neubau des Milchhofs der Molkereigenossenschaft Bayreuth an der äußeren Bernecker Straße eröffnet. Er war ab 1954 als Milchhof Bayreuth-Kemnath und zuletzt als Käserei Bayreuth bis Anfang der 1990er Jahre in Betrieb. Im Herbst 1997 existierte das Gebäude noch als teilweise ausgebrannte Ruine; nach deren Abriss im Januar 1998 – der 40 m hohe Schornstein wurde am 16. Januar vor den Augen zahlreicher Schaulustiger gesprengt – wurde auf dem Gelände ein Baumarkt angesiedelt.
- Hölzleinsmühle

Die zwischen Sankt Georgen und Laineck gelegene Wassermühle am Roten Main wurde 1707 von Johann Müller, der auch die Herzogmühle im Westen Bayreuths betrieb, erbaut. Ihr Name bezieht sich auf den Wald Lainecker Hölzlein, der heute von der Bundesautobahn 9 durchschnitten wird. Zunächst wurden dort auf mehreren Etagen Getreide gemahlen und Pflugscharen geschliffen. 1874 wurde die Mühle auf den neuesten Stand der Technik gebracht und fortan als Kunstmühle bezeichnet. 1876 wurde anstelle eines Wasserrads eine Turbine installiert, die auch für Laineck und Sankt Johannis elektrischen Strom lieferte. 1934 wurden beim Bau der Autobahn die Stromleitungen wieder entfernt.
1919 erwarb Christof Leupold das Anwesen und baute es zur Metallwarenfabrik um. Bis 1978 wurden dort vor allem Messer und Essbestecke gefertigt.

## Verkehr

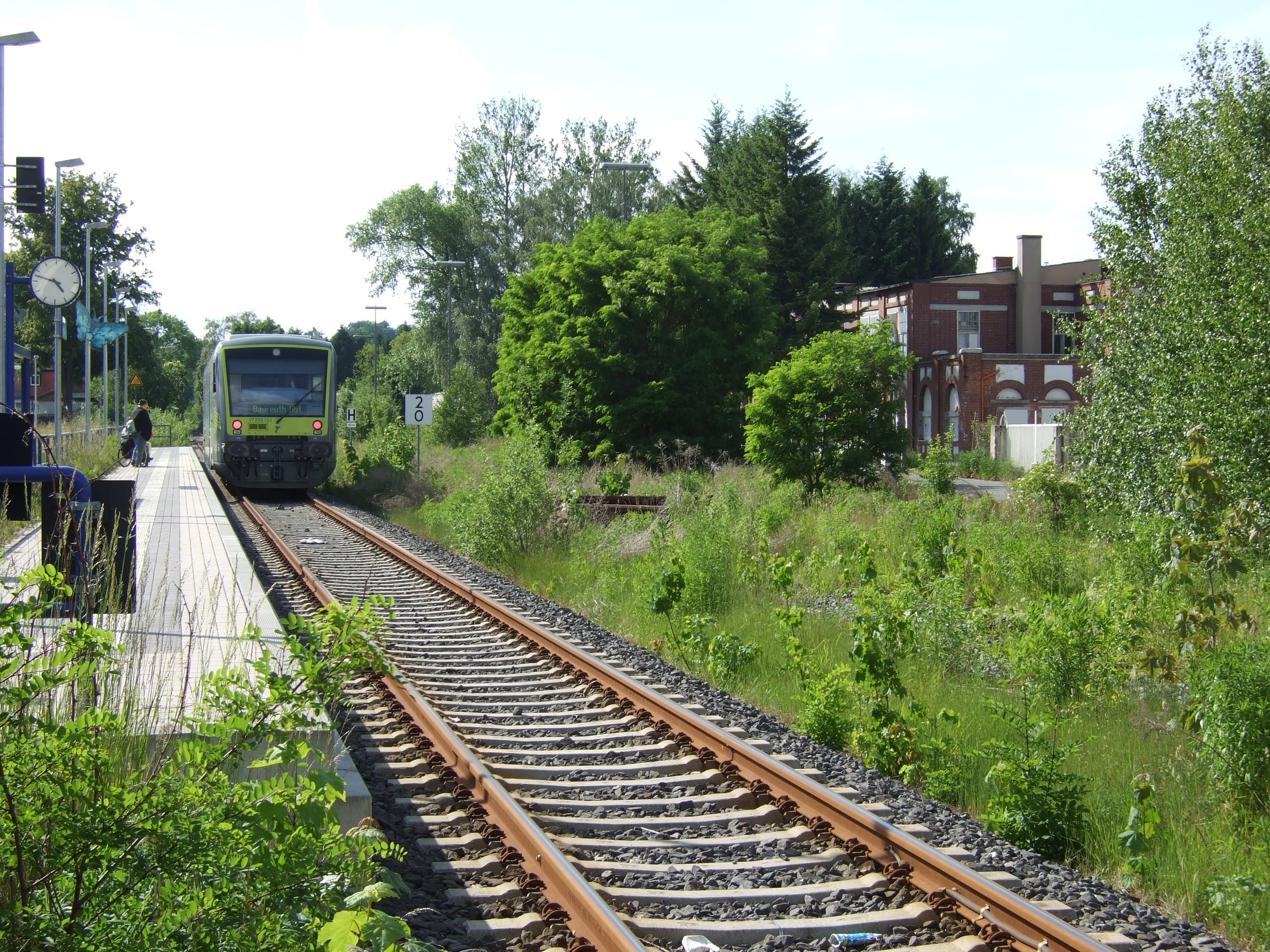
Haltepunkt Bayreuth Sankt Georgen

Sankt Georgen besaß einen Bahnhof an der Bahnstrecke Bayreuth–Warmensteinach, der 1896 eröffnet wurde und ein Jahrhundert lang der zweitbedeutendste der Stadt war. Nach der Jahrtausendwende wurden die Anlagen auf ein Minimum reduziert und die Station, leicht nach Osten hin verschoben, als Haltepunkt im Januar 2007 wiedereröffnet. Im Jahr 2014 halten dort Nahverkehrszüge des Unternehmens Agilis, die im Stundentakt zwischen dem Hauptbahnhof und Weidenberg verkehren.
Hauptverkehrsachsen sind die Straßenzüge Brandenburger Straße – (Straße) Sankt Georgen und Markgrafenallee – (Straße) Grüner Baum sowie die quer dazu verlaufende Bernecker Straße. Im Süden stellt die Albrecht-Dürer-Straße (Bundesstraße 2) die Grenze zum Stadtteil Hammerstatt dar. Am Ostrand des Viertels verläuft die Bundesautobahn 9, die über die nahe Anschlussstelle Bayreuth Nord erreichbar ist. Bis in die 1970er Jahre befand sich deren westliche Zu- und Abfahrt unmittelbar oberhalb der Hölzleinsmühle.
Sankt Georgen wird durch mehrere Buslinien des Bayreuther Stadtverkehrs erschlossen. Sämtliche Züge und Busse verkehren im Tarifsystem des Verkehrsverbunds Großraum Nürnberg.

## Vereine (Auswahl)

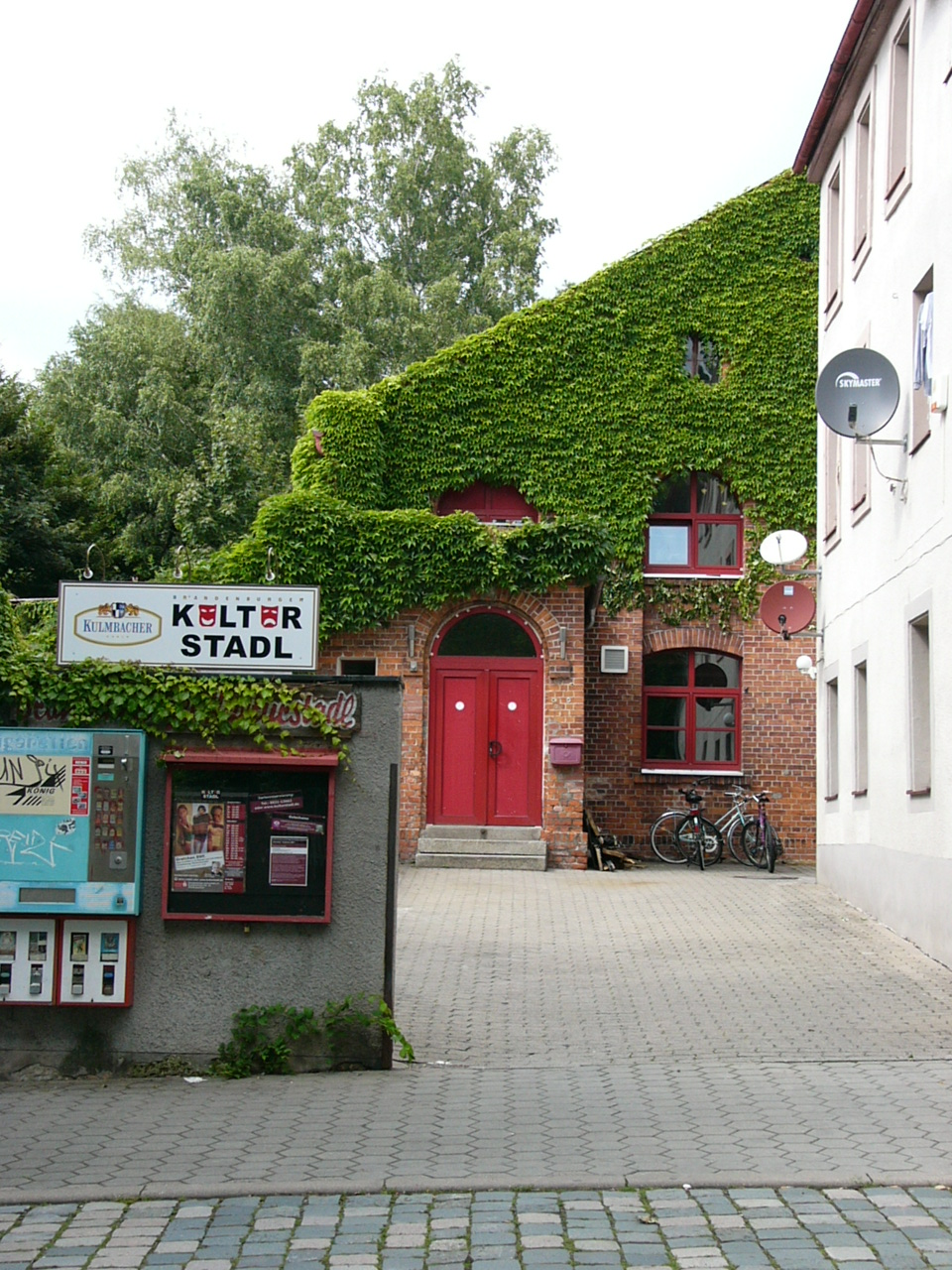
Brandenburger Kulturstadl
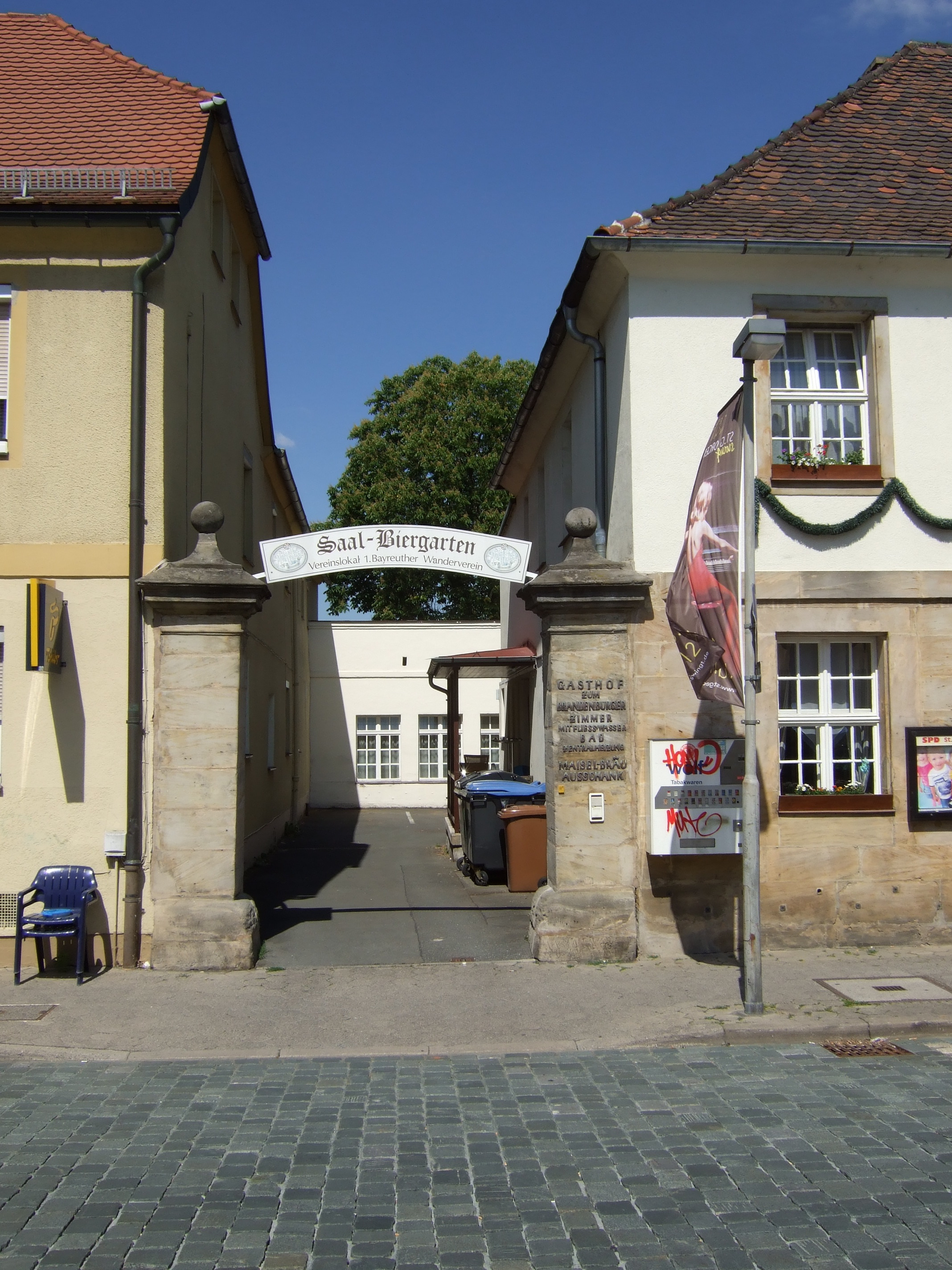
1. Bayreuther Wanderverein

- Freundeskreis Schloss
- Brannaburger Bürgerverein e. V., gegründet 1978

Der Verein organisierte ab 1980 13 Bürgerfeste und dekoriert nach wie vor den „Saubrunnen“ als Osterbrunnen.
- Sportring Bayreuth St. Georgen e. V.
- St. Georgen swingt e. V.
- Türkisch-Islamische Gemeinde für Bayreuth und Umgebung e. V. (DITIB)
- Freiwillige Feuerwehr Bayreuth e. V. Abteilung St. Georgen
- Brandenburger Kulturstadl
- Kulturkraft e. V.
- Vereinigte Schützengilden St. Georgen von 1720 und Bayreuth von 1623 e. V.
- 1. Bayreuther Wanderverein

## Regelmäßige Veranstaltungen
„Sankt Georgen swingt“ ist ein Mitte Juli stattfindendes zweitägiges Musikfestival, in dessen Verlauf viele Interpreten/Bands bis 2017 in den Höfen mehrerer Typenhäuser und auf der Hauptstraße auftraten. Seit 2018 findet das Festival auf der Seebühne in der Wilhelminenaue statt.

## Sonstiges
Am Beginn der Markgrafenallee östlich des Hauptbahnhofs existiert eine Tafel als Mahnmal zum Gedenken an die von den Nazis während des „Dritten Reichs“ ermordeten Bayreuther Sinti. Die Gedenkstätte wurde am 16. Dezember 1999 vom damaligen Oberbürgermeister Dieter Mronz und Erich Schneeberger, dem Vorsitzenden des Bayerischen Landesverbands deutscher Sinti und Roma, eingeweiht. Der Ort sei gewählt worden, da die aus Bayreuth deportierten Sinti diese Stelle auf dem Weg zum Güterbahnhof hätten passieren müssen. Bei den örtlichen Sinti stößt die als „Hundestein“ bezeichnete Tafel allerdings auf Ablehnung, zumal die Begründung des Landesverbands nicht der historischen Wahrheit entspreche. Die angegebene Zahl nach Auschwitz deportierter Bayreuther Sinti sei nicht belegt, die bekannten Ermordeten seien nicht mit dem Zug vom Güterbahnhof aus deportiert worden. Stattdessen wurde im November 2023 ein Gedenk- und Lernort auf dem Stadtfriedhof enthüllt.